# 佐藤栄作
- 佐藤栄作
- 佐藤󠄁榮作

佐藤 栄作（さとう えいさく、旧字体：佐藤󠄁 榮作、1901年〈明治34年〉3月27日 - 1975年〈昭和50年〉6月3日）は、日本の政治家、鉄道・運輸官僚。
東京帝国大学卒業後、鉄道省に勤務した。
鉄道総局の長官などを歴任し、運輸省の次官を最後に退官すると、非議員ながら第2次吉田内閣の内閣官房長官に任命された。
その後、第24回衆議院議員総選挙にて衆議院議員に当選。民主自由党を経て自由党に参加し、一年生議員ながら自由党の幹事長に就任した。
一時無所属となるも、自由民主党に入党した。その後、内閣総理大臣を3期務めた。首相在任期間は歴代3位で、連続在任期間は歴代2位の2,798日、昭和時代においては最長の長期政権である。20世紀生まれ初の首相であり、自由民主党史上唯一4選された総裁でもある。また、第56・57代内閣総理大臣岸信介の実弟にあたる。なお、ノーベル平和賞を受賞し、衆議院議員永年在職表彰を受彰している。位階は従一位。勲等は大勲位。

## 生涯
山口県熊毛郡田布施村（現在の田布施町）に酒造業を営む佐藤秀助・茂世（もよ）夫妻の三男として生まれた。父・秀助は山口県庁に奉職したが、1898年ごろ勤めを辞め、酒造業を始めた。佐藤家には酒造の権利が昔からあった。その権利は一時他家に貸していたが、母・茂世が分家するにあたって酒造の権利を取り戻して茂世に与えられたものだった。秀助・茂世夫妻は、本家のある田布施町上田布施中西田縫のすぐそばの岸田で酒造りに従事した。
地元の人たちは佐藤家の市郎・信介・栄作の兄弟について「頭は上から、度胸は下から」と評している。
1907年小学校に入学した。小学校のころのあだ名は肌の色が黒かったため「ごぼう」。佐藤家の坊ちゃんとして一目おかれる存在で「栄だんさま」（旦那の意）とよばれた。小鳥を追ったり、鰻とりをしたりと、自然児だった。夏は家の側の小川で、真っ黒になって泳いだ。また、村人が佐藤家の者と会うと「お許しなさいませ」とあいさつし、佐藤家の子が川で水遊びをしていると無礼のないように避けて通ったという話もある。
高等学校受験の際、名古屋の下宿で偶然に池田勇人と同じ宿に泊まり合わせた。池田は広島の忠海中学の同級生ふたりと、佐藤は山口中学の同級生と、計5人で試験場に行った。入試が終わった日、5人は酒を飲み大騒ぎして別れた。試験には合格したが、失敗したら南米へ行こうと思っていたという。
東京から電報で「五高入学おめでとう」と知らせてくれたのは親戚でもある松岡洋右だった。田布施の役場に官報が届くのを待って確かめた。山口中学の同級生も合格し、池田勇人の名もあった。池田は一部乙類で文科、佐藤は一部丙類で独法（ドイツ法）である。
五高の成績は、基本的に仲小路彰（歴史哲学者。仲小路廉次男）が1番、佐藤が2番であった。浜口巌根（浜口雄幸次男）も同級生である。
1921年4月、東京帝国大学法学部法律学科（独法）入学。大学時代の佐藤は真面目によく勉強するおとなしい学生だった。

### 高等文官試験
1923年12月、高等文官試験（行政）合格。口述試験はあっさりしたものだった。試験官が「あなたは一通りは本を読みましたか？」と聞く。「はい、受験のため一通り読みました」、「よろしい、それで結構です」という。佐藤は思わず試験官の顔を見たが試験官は「もう何も聞くことはありません、お帰りください」というだけである。こんな簡単な口述試験で終わるのは、筆記試験の方がよほど悪く、初めから見込みがなかったのだと、涙が出る思いで歩いて帰ったと、後日佐藤は語っている。
1924年4月、東京帝国大学法学部法律学科（独法）卒業。

### 就職
兄の岸からは同じ農商務省への入省を勧められたが、特に役人を志望していたわけではなく、秀才で鳴らした兄と比較されるのも気が進まなかった。当時、満鉄の理事をしていた親戚の松岡洋右が日本郵船への就職を勧め、松岡は社長の伊東米治郎に頼んでいたため採用される予定だったが、会社の都合で採用取り消しになった。そこで浅野セメント（現・太平洋セメント）への就職が決まりかかっていたが、高文にも合格していたため、鉄道省にも願書を出した。鉄道省へは松岡が鉄道大臣の小松謙次郎に頼んでいたため順調に採用された。
のちに佐藤は二転三転した就職の経緯について、「人間の運命は奇妙なもので、あのとき日本郵船に入っていたら、海運不況で苦しい思いもしたろうし、戦争中には郵船の船は全部沈められたので、海の藻屑と消えたかもしれない。同じ輸送の商売でも鉄道に入ったので、仕事も順調だったし、戦争にも行かなかった。セメント会社に入ったら、大金持ちになっていたろうか」と述懐している。

### 官僚時代
1924年5月、鉄道省に入省（門司駅助役）。同期に柏原兵太郎など。主に鉄道畑を歩いたが、地方勤務が長かったり、左遷を経験したりと、革新官僚として早くから注目された兄・信介と比較すると曲折ある前半生だった。
1926年、佐藤家本家当主の叔父・佐藤松介の遺児で、かねてからの許嫁であった従妹の寛子と結婚し、佐藤家本家の婿養子となった。
10年に及ぶ門司鉄道局管内での勤務を終え、1934年から2年間、在外研究員として海外留学。1年目は米国、2年目は欧州に滞在した。研究題目は「欧米における運輸について」。ニューヨークとロンドンを拠点にしながら、米国各地のほか、カナダ、メキシコ、英国、スイス、ドイツ、フランス、イタリアなど幅広く視察している。
1940年、鉄道省監督局総務課長、翌年、監督局長となり、全国の鉄道・バス会社の整理統合の政策的促進を図るため陸上交通事業調整法の立法、陸運統制令などによる運用に腐心した。当時、早川徳次と五島慶太により東京地下鉄道（現・東京地下鉄）経営権争奪戦が展開されていたが、政府は1941年に同法に基づく帝都高速度交通営団（営団地下鉄）を成立させ、これを調停した。このとき栄作は、「私鉄二社の無駄な競争をやめさせ、営団に一本化すべき」との主張からこれを主導した。
1944年4月、大阪鉄道局長となる。大阪鉄道局長は地方局としては最高のポストでも本省の局長の転任先ではなく、いわば左遷だった。業務上の立場から陸軍高官と対立したためとする説がある。長男・龍太郎は「親父が左遷されたのは省内の派閥抗争もさることながら、鉄道大臣だった五島慶太にニラまれたのだと思う。親父はああいう性格なので、官僚的に事務処理をする。五島慶太からみれば“石アタマのあのバカ、消してしまえ”ということではなかったか…」と述べている。
1945年3月13 - 14日の大阪大空襲の際、3月13日朝に大阪市電気局（のちの大阪市交通局）局長に対し「今夜空襲のおそれ、要注意」と電話で警戒を促した。
左遷されていたことが幸いして、岸が遭った公職追放からは免れることができた。
1947年運輸次官に就任、同年社会党首班政権の片山内閣が誕生した際、西尾末広に内閣官房次長に起用される案があったが、辞退している。1948年退官し、民主自由党に入党した。

### 政歴

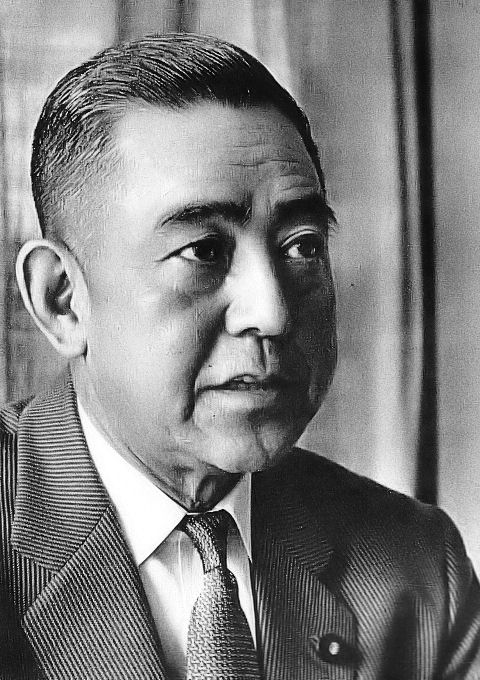
佐藤栄作（1961年）

遠縁に当たる吉田茂とは早くから親交があり、1948年第2次吉田内閣で非議員ながら内閣官房長官として入閣。池田勇人とともに「吉田学校」の代表格となる。翌1949年、総選挙に当選してキャリアを重ねるも、自由党幹事長時代に造船疑獄が発覚して逮捕寸前になった際に、法務大臣・犬養健に指揮権の発動をさせようとしたが、犬養は動かず、吉田に犬養を罷免させ、新法相に指揮権を発動させようとした。結局、犬養が指揮権発動したことにより逮捕を免れた。その後、政治資金規正法違反で在宅起訴されるが、「国連加盟恩赦」で免訴となる。
保守合同による自由民主党結成では、自民党参加を拒否した吉田に橋本登美三郎とともに従った。鳩山一郎引退後の1957年2月、自民党へ入党。兄の岸信介の片腕として党総務会長に就任、政務調査会長・三木武夫とともに岸政権を支えた。続く池田内閣でも要職を務めたが、池田の高度成長路線に批判的な立場を取り、その歪みを是正すべく、「社会開発」「安定成長」「人間尊重」といったスローガンのもと、ブレーンらとともに自らの政権構想を練り上げていった。
大蔵大臣を務めていたときには共産主義と戦うため、日本共産党、日本労働組合総評議会の高野実派、日本教職員組合などに対抗し、実業界、財界トップからなる非政府グループを設立するなどした。しかし、資金面で非常に難しいとダグラス・マッカーサー2世大使と協議を交わし、東京グランドホテルでS.S. カーペンター大使館一等書記官にアメリカからの財政援助を願い出、資金工作の受取人としては当時自民党幹事長だった川島正次郎を挙げた。

### 内閣総理大臣
吉田学校の盟友である佐藤と池田であったが、先述のように、池田政権の特に後半期においては政権に批判的な立場を取っていた。逆に河野一郎、大野伴睦といった党人派が池田政権を支える形となっており、特に河野は池田と密接で、河野は池田からの将来の禅譲に期待を寄せていた。佐藤は後ろ盾の吉田の後押しを受け、池田の3選断念を迫ったが、池田は容れなかった。
1964年7月、佐藤は池田の3選阻止を掲げ自由民主党総裁選挙に出馬した。池田、佐藤に藤山愛一郎を加えた三つ巴選挙戦は熾烈を極め、各陣営からは一本釣りの現金が飛び交い、「ニッカ、サントリー、オールドパー」という隠語が流布するまでとなったが、党人派の支持を固めた池田が過半数をわずかに超え辛勝した。佐藤は藤山との2位・3位連合による逆転勝利に自信を持っていたため敗北には落胆し、「暫しの冷や飯食い」を覚悟したというが、総裁選挙から3ヶ月後、病に倒れた池田の退陣に伴い、実力者による党内調整会談を経て11月9日の池田裁定により後継者に指名された。後継指名を巡っては、池田は河野への思いも強かったとされるが、財界や吉田茂、岸信介らは河野に強く反発していた。同日の自由民主党両院議員総会で首班指名候補として承認された後、同日召集の第47回国会での首班指名を経て内閣総理大臣に就任した。但し手続きの関係から佐藤が第5代自由民主党総裁に就任したのは12月1日であった。
総裁公選のすぐあとに当選者が病気退陣することとなり、惜敗していた次点の候補者がその後継者に選ばれるという過程は、奇しくも兄・岸信介の総理総裁の就任の仕方と同じとなった。当時佐藤派の幹部であった田中角栄は後にこれについて、「たいていの代議士（議員）は、努力や勉強さえすれば大臣や幹事長にはなることができる。だが、総理・総裁はそういうわけでなれるものではない。あくまで運だな」と語っている。

#### 在任中の主たる施策

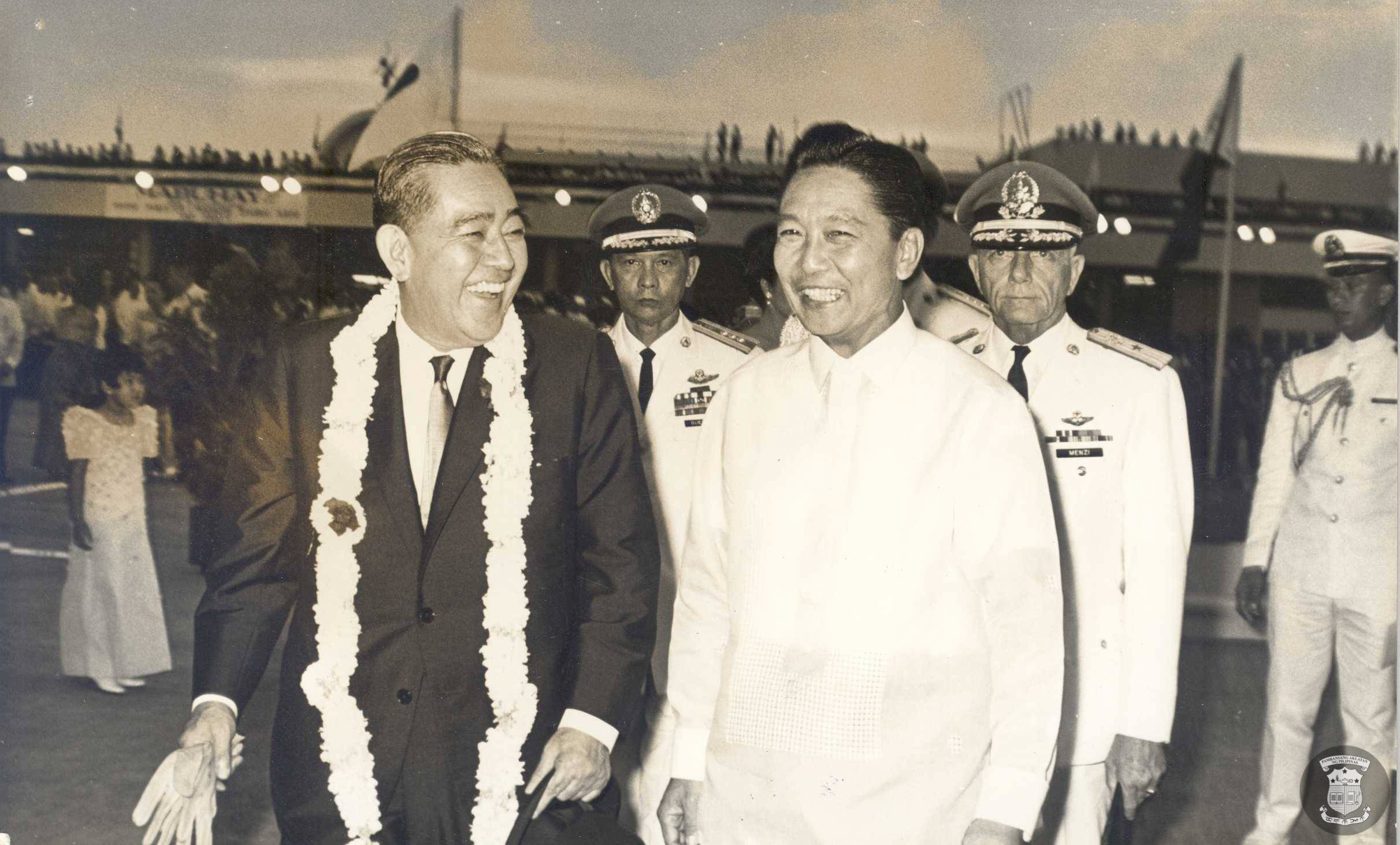
フィリピンのマルコス大統領と（1967年）

首相就任後、翌年までの短期間に、池田政権が積み残していたILO87号条約（結社の自由及び団結権の保護に関する条約）批准、農地報償法案、日韓基本条約批准などを、野党の激しい抵抗を押し切って強行採決した。
そして1965年8月19日、那覇空港で「沖縄の祖国復帰が実現しない限り、わが国の戦後は終わらない」との声明を発し、沖縄返還への意志を明確に表明した。1965年1月のジョンソン会談に向けて沖縄の勉強を始めたときには「沖縄の人は日本語を話すのか、それとも英語なのか」と側近に尋ねて呆れられたとの逸話も残るが、結果的に在任中に返還を実現させた。
なお、交渉の過程でアメリカ側の要請により「有事の沖縄への核持ち込みおよび通過」を事前協議のうえで認める密約を結んだことが、1994年に交渉の密使を務めた若泉敬により公表された（日米核持ち込み問題）。後にアメリカでも別の外交文書から合意の存在が確認されたが、佐藤の遺品にこの合意議事録が含まれ、2009年12月に遺族が保管していたことが報道された。なお、この密約を公開したとして毎日新聞社で記者を務めていた西山太吉が国家公務員法違反で有罪となった西山事件が起きている。
- 日米首脳会談で沖縄返還に合意したの3日後の1969年11月24日付のリチャード・ニクソンからキッシンジャーに宛てたメモによると、「大変満足できる内容の秘密合意を日本と結んだ」「佐藤栄作との約束に背かない範囲で」「外部に漏れたら密約の存在は否定する」日本政府から秘密裏に「沖縄の基地使用に関する際保証」を得ている事を上院の民主党の有力議員2人に伝えるように指示した事が機密解除され分かり、「核抜き本土並み」の返還のはずが骨抜きにされていたことをニクソン自身が明らかにしていた[28]。

また、1967年12月11日、衆議院予算委員会の答弁に際し、「核兵器を持たず、作らず、持ち込ませず」のいわゆる非核三原則を表明した。
その一方で、1964年10月16日に中国が初の核実験を成功させたことに危機感を覚え、直後の1965年1月12日よりアメリカのホワイトハウスで行われた日米首脳会談において、当時のリンドン・ジョンソン大統領に対し、日本の核武装を否定したうえで、日本が核攻撃を受けた場合には日米安保条約に基づいて核兵器で報復する、いわゆる「核の傘」の確約を求め、ジョンソンも「保障する」と応じたことが公開された外交文書から明らかとなっている。また、翌13日のロバート・マクナマラ国防長官との会談では、「戦争になれば、アメリカがただちに核による報復を行うことを期待している」と要請し、その場合は核兵器を搭載した洋上の米艦船を使用できないかと打診し、マクナマラも「何ら技術的な問題はない」と答えている。
他に祝日法改正による敬老の日、体育の日、建国記念の日の制定、公害対策基本法の制定を始めとした公害対策、日米安全保障条約自動延長、日米繊維摩擦の解決、内閣総理大臣顕彰制定などを行った。

#### 長期政権とその背景

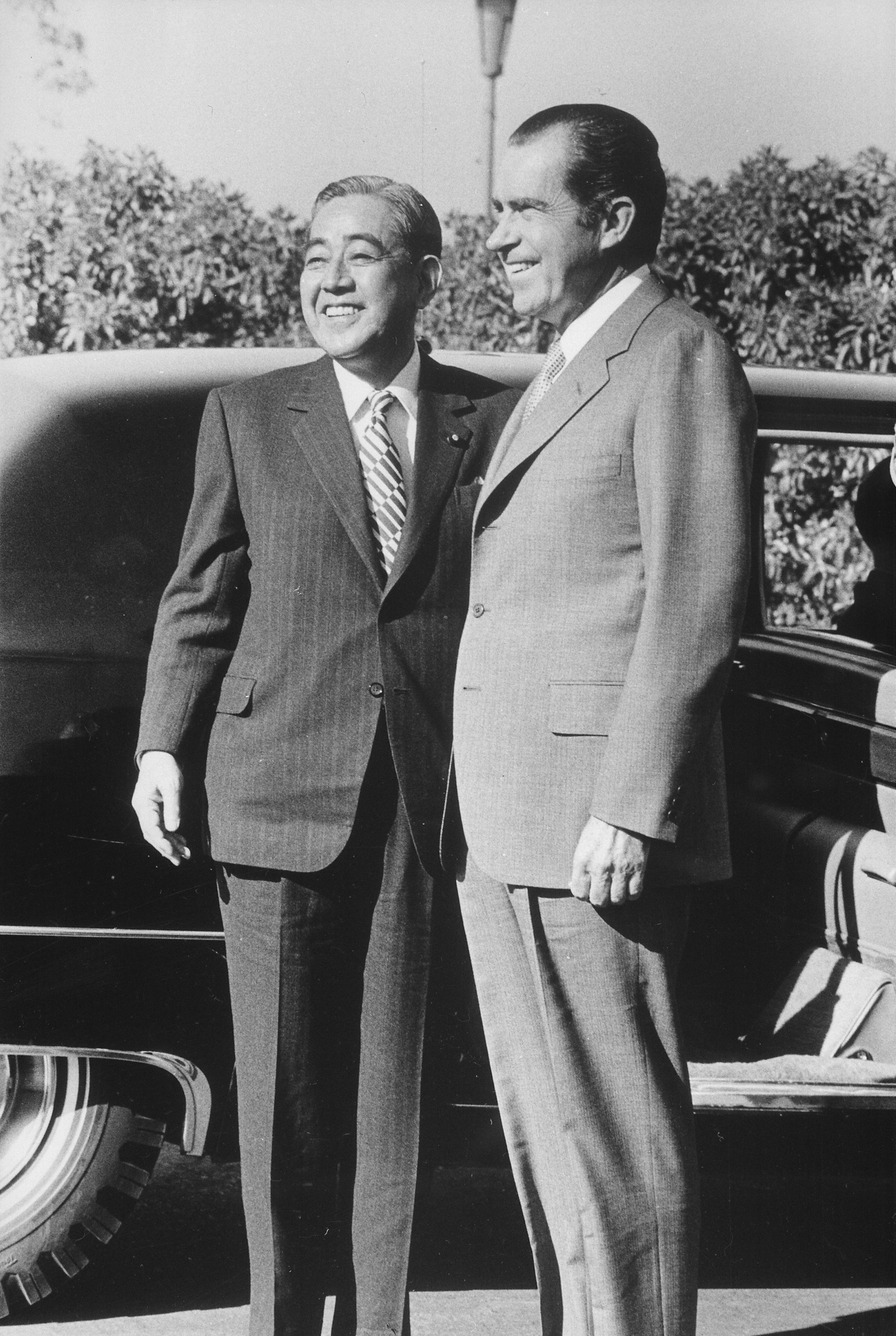
アメリカのニクソン大統領と（1972年）

政権は「黒い霧事件」に見られるような数々のスキャンダルに見舞われ、「待ちの佐藤」と呼ばれた手堅く無難な選択を行う「守り」の政治スタイルも国民受けする華やかなものではなく、在任中の支持率は決して高くなかったが、5度の国政選挙と3度の総裁選を乗り越え、日本政治史にもまれな長期連続政権となった。
この背景には、何といっても好調な経済が第一に挙げられる。佐藤政権期、世は高度経済成長に邁進し続け、「昭和元禄」（福田赳夫が命名）を謳歌していた。かつて池田の経済優先の姿勢を批判し続けた佐藤だが、就任直後の証券不況を乗り越えて以降は空前の好景気となり（いざなぎ景気）、皮肉にも池田時代以上に経済は拡大した。
さらに自民党内での佐藤の政敵が相次いで世を去ったという事情がある。同じ吉田門下の池田勇人が病に倒れたことによって佐藤は政権の座についたが、その池田はまもなく病没（1965年8月）。大野伴睦（1964年5月没）、河野一郎（1965年7月没）といった党人派のライバルも、佐藤の首相就任前後に相次いで他界した。特に直前の内閣改造を巡って関係が悪化し、閣外に去っていた実力者、河野は有力な非主流派となり得ただけに、その死は極めて大きかった。
このように、佐藤にとって政敵不在の中、派閥横断的に将来の総理総裁候補、特に田中角栄、福田赳夫、三木武夫、大平正芳、中曽根康弘、鈴木善幸、宮澤喜一、竹下登たちを政府・党の要職につけて競わせ育成し、「人事の佐藤」と呼ばれる人心掌握術で政権の求心力を維持し続けた。また、情報収集能力が高く「早耳の佐藤」と呼ばれた。
また、当選回数による年功序列や政治家の世襲といった、その後の自民党を特徴づけるシステムが確立したのも佐藤政権である。議会運営においても、国対政治と批判された、金銭や「足して二で割る」妥協案などによる野党懐柔がこのころに定着したとされ、それまで政権交代に意欲を見せていた日本社会党の党勢を削ぐ上でも大きな役割を果たした。他方で、参議院自民党の実力者であった重宗雄三と協力関係を結んで政権基盤を確立しながら、田中角栄や園田直らに強行採決を自ら指示することもあり、日韓基本条約、大学措置法、沖縄返還協定など与野党の対立が激しい懸案を、牛歩戦術や議事妨害で抵抗する野党に対し徹夜や抜き打ちなどで強引に採決し、時にはこれに抵抗する衆議院議長を更迭するなど、硬軟織り交ぜた国会運営を行った。
こうして、好調な経済と安定した党内基盤、そして野党の脆弱さを背景に、国政選挙で安定多数を維持し続け、自民党の黄金時代を体現した。他方で、当初、佐藤が意図していたような経済成長の副作用の是正や、社会資本整備といった課題は先送りされた面は否めず、沖縄問題にエネルギーを集中せざるを得なかった任期後半にかけては、公害問題や対中外交などで後手に回って批判を浴び、苦慮することが多かった。こうした佐藤長期政権への不満は、たとえば自民党の得票率が漸減の傾向にあったことや、全国各地で革新首長が誕生したことなどからも読み取れるが、保守政治の動揺が国政の場で顕在化するのは、ポスト佐藤の保革伯仲時代になってからである。
石原慎太郎は戦後最強の内閣に佐藤内閣を挙げている。「忘れてならないのは、敗戦で喪った小笠原と沖縄という領土を返還させた功績は歴代内閣で比類がない。強いからこそ長くやれるということもあるけど、あの人は物凄い二枚舌だったね、核の問題に関して。『持たず、つくらず、持ち込ませず』の非核三原則を言うから、僕は参議院であの人に楯突いたことがあるの。ところが彼はその裏で、実は若泉敬を使って、アメリカと核持ち込みの密約をむすんでいた。しかもそのとき、片一方で（西）ドイツと組んで核保有の議論をやろうとしていたんだ。凄いよ。岸さんも立派だったけれど、佐藤さんは寡黙なだけに凄味があったね。佐藤栄作は、見事な二枚舌を使って国家の大計を考えたんだ。日本人が核アレルギーというセンチメントで右往左往としているあの時代にね」 と述べている。

#### 文化活動

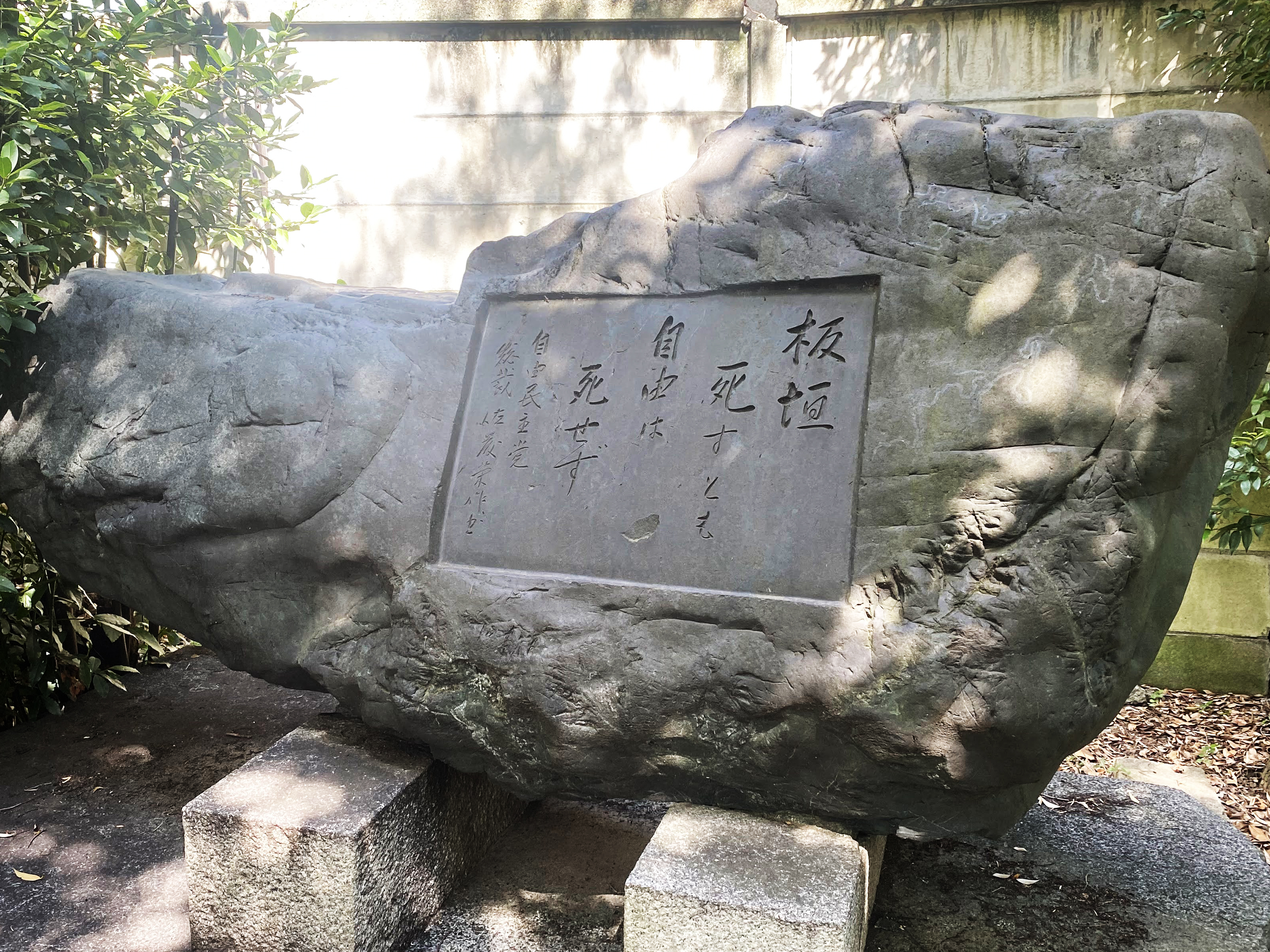
板垣退助先生顕彰碑（佐藤栄作書）

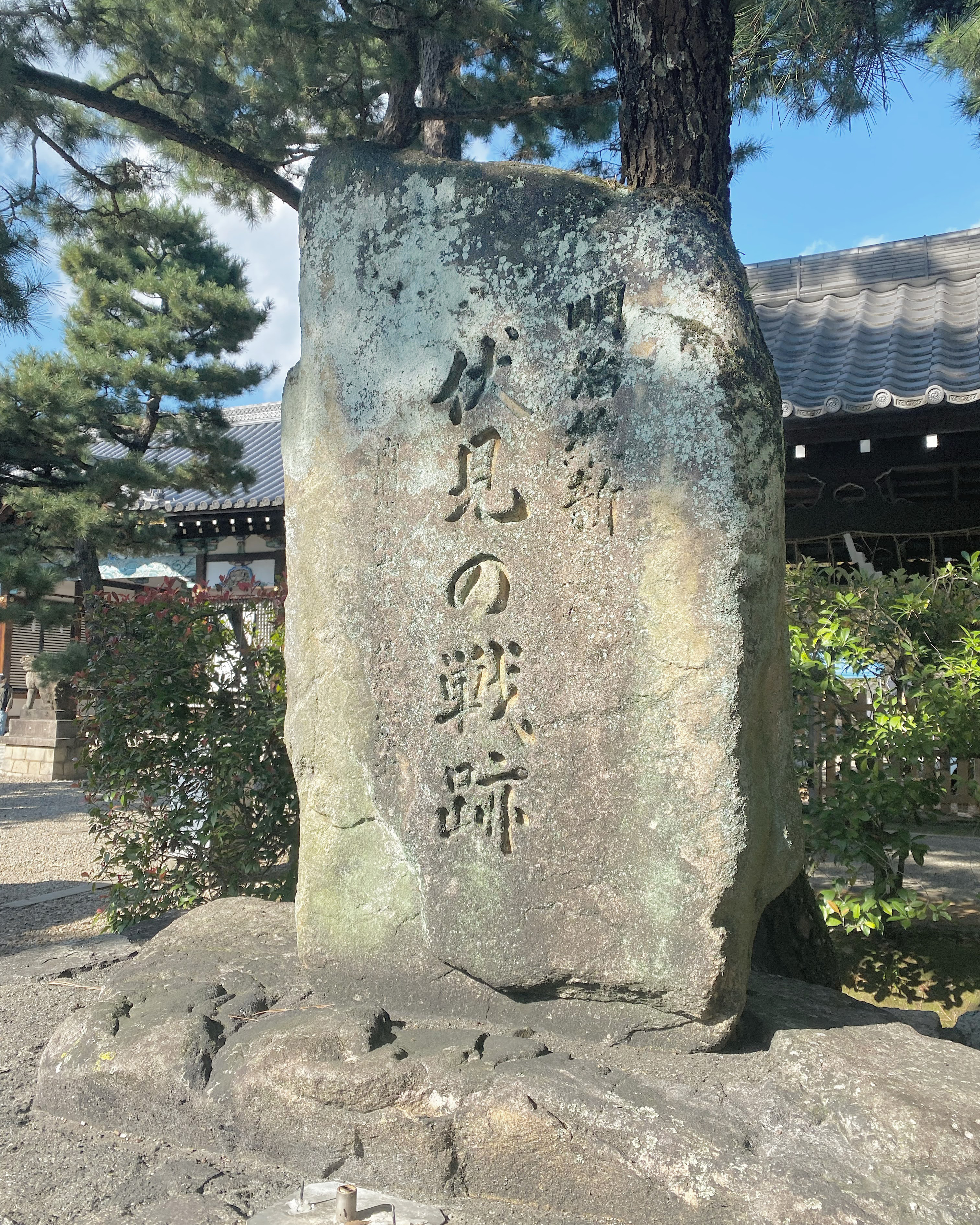
明治維新・伏見の戦跡碑（佐藤栄作書）

昭和43年（1968年）、明治維新百年の記念事業が全国的に高まりをみせるなか、自民党の起源を顕彰する意義から「板垣退助先生顕彰会」を設立 。自ら揮毫して京都・御香宮に『明治維新・伏見の戦跡碑』を建立したほか、東京・品川の板垣退助墓前に『板垣退助先生顕彰碑』を建立した。

#### 退陣へ
1970年の自民党総裁4選については、自民党内部に政権の長期化を懸念し、勇退による意中の福田赳夫への禅譲論の声もあった。しかし、次期総裁を狙いつつ佐藤派内の掌握のため時間を稼ぎたい田中と、旧岸派分裂時に“福田嫌い”から袂を分かった副総裁・川島正次郎の思惑などが合致し、川島・橋本登美三郎らは、総理引退を考えていた佐藤に4選すべきだと持ちかけ、強力に佐藤4選運動を展開した。そして、佐藤は「沖縄返還の筋道をつけること」を大義名分に、三木武夫を破り自民党総裁4選を果たした。4選直後の党大会において浜田幸一が「昨日まで我々は佐藤政権を支持してきた、しかし今日からは違う」と発言したことが語り草になっている。
また外交では、ベトナム戦争における北爆を支持したため左翼団体から猛反発を浴び、1967年11月には官邸前での焼身自殺事件までも引き起こされた。国際連合では、中華人民共和国の加盟と国連安保理常任理事国入りは賛成しつつ、中華民国（台湾）の議席追放には反対する「二重代表制決議案」と「重要問題決議案」を米国とともに共同提案 し、外務大臣・福田赳夫とともにアルバニア決議に反対したことから、野党や台湾との断交も厭わない自民党内の親中派からも反発を招き、1971年には福田赳夫の不信任決議案に、河野洋平、田川誠一ら親中派若手議員の一部が欠席している。しかし、アルバニア決議が可決されたことで、1972年1月の施政方針演説では「中国は一つであるという認識のもとに、今後中華人民共和国政府との関係の正常化のため、政府間の話し合いを始めることが急務である」として、中華人民共和国との国交正常化を目指す意向を示した。密使を香港に派遣して周恩来に親書を送り、北京訪問の希望も伝えていた。なお、アルバニア決議が採択された際に「佐藤派の大番頭」と称された保利茂自由民主党幹事長は、訪中する美濃部亮吉東京都知事に書簡を託すも、周恩来は決議に反対していた佐藤政権への不信感から退けていた。
また、4選以降は、佐藤自身が次は立候補しないことを米国からの帰途、早々と言明してしまったため、「ポスト佐藤」をめぐっての後継争いが早くから激化した。ニクソン・ショック（1971年7月15日および8月15日）や沖縄密約事件（1972年（昭和47年）3月27日）が相次いだことや、日米繊維交渉のこじれ、統一地方選挙における革新陣営の台頭などで佐藤政権の求心力は弱まっていった。佐藤が当初意図していた福田へのスムーズな政権移譲は不可能な状況となり、逆に、佐藤派の大番頭だった田中が派の大部分を掌握して分派、田中派を結成し（1972年5月）、また通産相として、長年の懸案であった日米繊維交渉を強引にまとめ上げる（1971年10月）などして急速に地歩を築いた。この間、佐藤自身が田中・福田の争いの調停に乗り出すこともなく、また退陣時期を先延ばしにしたことなども、田中の台頭に拍車をかけた。佐藤は6月16日、国鉄運賃値上げ法案と健康保険法改正案が参議院で廃案となったとき、初めて辞職を決意する。周囲には「大事な案件が自分の力で処理できなかったときこそ、やめるべきものさ。政治家とはそういうもんだ」と語ったという。佐藤の自民党総裁の任期は、この年の10月まであり、仮に10月3日まで在職となれば、桂太郎の通算在職日数(2886日)を超え、当時として、連続・通算の両方で在職1位を記録できた。総裁公選は田中が宿敵の福田を破って勝利した（1972年7月5日）。佐藤政権は、田中を首班とする内閣に政権を引き渡すべく、同年7月6日に内閣総辞職し、予定通り沖縄返還を花道として、7年8か月にわたる長期政権を終えた。

### 退陣表明記者会見
1972年の第68回通常国会が閉幕した翌日の6月17日の退陣表明記者会見を行った。冒頭、佐藤は「テレビカメラはどこかね？　テレビカメラ……。どこにNHKがいるとか、どこに何々いるとか、これをやっぱり言ってくれないかな。今日はそういう話だった。新聞記者の諸君とは話さないことにしてるんだ。違うんですよ、僕は国民に直接話したい。新聞になると文字になると（真意が）違うからね。残念ながら…、そこで新聞を、さっきもいったように偏向的な新聞は嫌いなんだ。大嫌いなんだ。直接国民に話したい。やり直そうよ。（記者は）帰って下さい」と発言。最初は冗談かと思った記者たちより笑い声もあったが、佐藤はそのまま総理室に引き上げてしまった。
その後、内閣官房長官として同席していた竹下登の説得で、佐藤は再び会見室に戻った。何事もなかったように佐藤が「そこで国民の皆さんにきょう……」と話し始めたのを反発した新聞記者が遮り、「総理、それより前に……。先ほどの新聞批判を内閣記者会として絶対に許せない」と抗議した。佐藤はテーブルを叩いて「出てください。構わないですよ」と言い放ち、これに対して抗議した記者は「それでは出ましょう」と応じた。毎日新聞の岸井成格が「出よう出よう！」と他の新聞記者達に呼びかけ、記者全員が退席した。
その日の朝日新聞夕刊は、事の顛末を「…ガランとした首相官邸の会見室で、首相はモノいわぬ機械（テレビカメラ）に向かって一人でしゃべっていた」と突き放すように締めくくった。全国紙が時の首相を「一人でしゃべっていた」などと書くのは前代未聞の出来事だった。
なお竹下によると、佐藤はあらかじめ記者クラブの了解をとってテレビのみの会見を設定しようとして、秘書官を通じて記者クラブ幹部に話をつけていた。しかしそこで行き違いがあり、記者クラブ側としては、佐藤がテレビに向かって独演することは了承したが、記者が会見の席に出られないという意味では受け取っていなかったため、最後の見送りという意味も含めて陪席することとした。そのため当日の席でまず佐藤が話が違うといって怒り、それに対して見送りのつもりで来ていた記者らも腹を立てて退席することとなったという。劇団四季創設者として知られる浅利慶太は佐藤に「退陣会見では、一度だけテレビを通じて国民に語りかけられてはどうか」と進言していたことを著書『時の光の中で』の中で明かし、この顛末の責任は佐藤にはなく「50パーセントは私、残りの50パーセントは当時の竹下登官房長官」としている。
また、佐藤はこの会見の中で「中共、中共と草木もなびくが、自分はそうは思わない」と述べて中華民国との関係継続を訴えた。

### 総理退任後

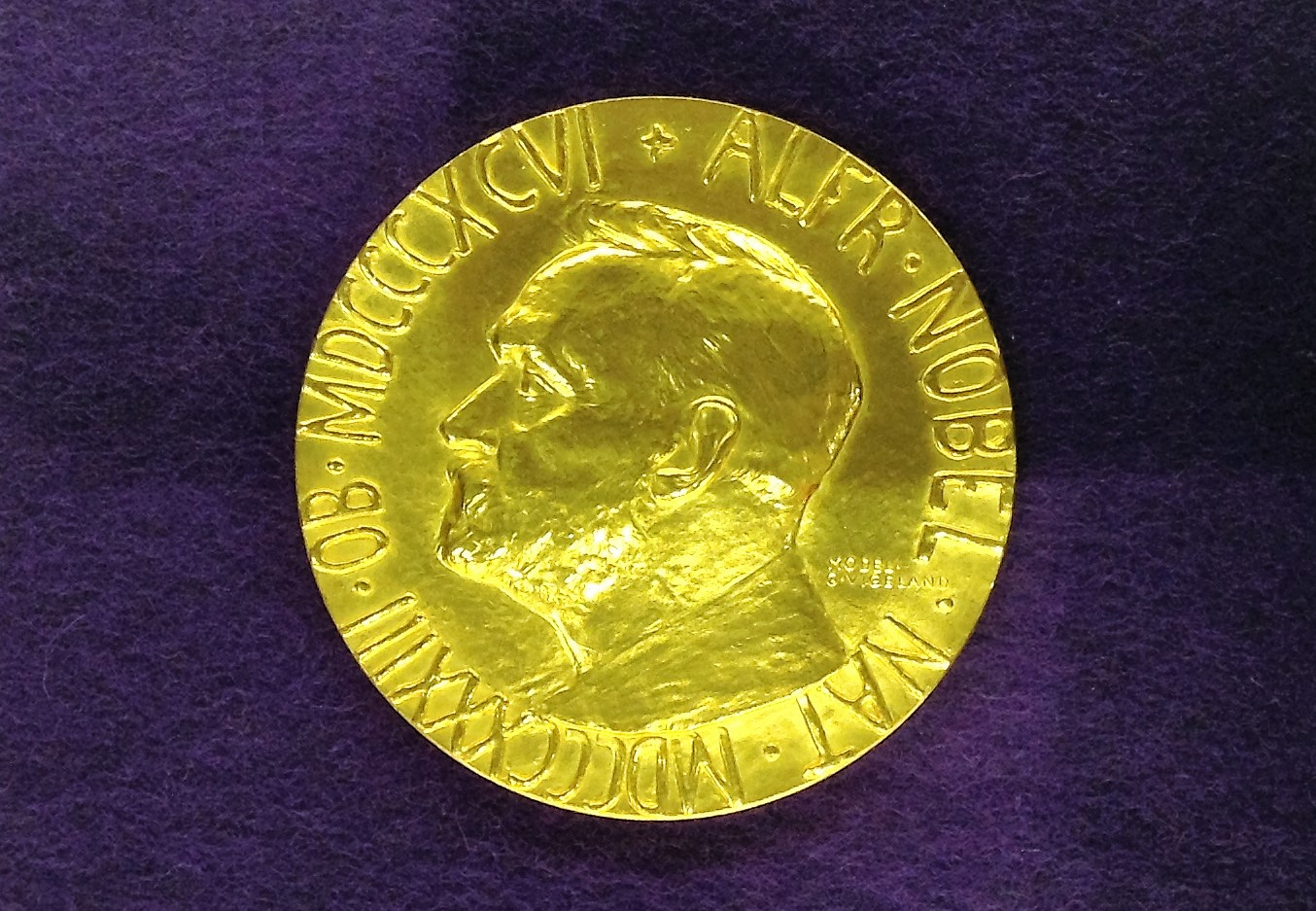
佐藤に贈られたノーベル平和賞の金メダル（国立公文書館所蔵）

1974年晩秋、田中金脈問題が騒がれ始めるなか、佐藤は非核三原則やアジアの平和への貢献を理由としてノーベル平和賞を日本人で初めて受賞した（受賞に関する詳細は後述）。賞金は「国際連合の下に設立された国連大学の発展に協力するなど、世界の平和と福祉の向上に資すること」を目的として佐藤栄作記念国連大学協賛財団に寄附され、国連大学の行う世界的課題の研究のうち、業績顕著なる者への褒賞として佐藤栄作賞が制定されている。
1975年4月5日、中華民国総統の蔣介石が病死した。4月16日に台北市で国葬が挙行され、これに参列するため岸信介らと共に訪台した。
5月19日、築地の料亭「新喜楽」で、政財界人らとの宴席での最中にトイレに行こうとして立ち上がったところで崩れるように横倒しとなり、すぐいびきをかき始めたという。すぐ駆けつけた主治医の東京慈恵医大教授や虎の門病院名誉顧問の医師らが絶対安静を求めた。家族も誰も病院に運ぼうとしなかった。倒れた原因は脳溢血。寛子夫人の強い意向で4日間「新喜楽」で容態を見たあと、港区の東京慈恵会医科大学附属病院に移送されたが一度も覚醒することなく昏睡を続けたのち、6月3日に死去、74歳。
6月16日、日本武道館で大隈重信以来の「国民葬」が行われた。葬儀委員長は当時首相だった三木武夫、副委員長は福田赳夫。遺族代表は兄・岸信介だった。山岡荘八が友人代表として追悼の辞を述べた。
浄土真宗本願寺派第23世門主・勝如より法名「作願院釋和栄」を受け、また山口県田布施町にある佐藤家菩提寺の浄土真宗本願寺派帯江山真光寺 より「周山院殿作徳繁栄大居士」の戒名も受けている。墓所は東京都杉並区永福の築地本願寺和田堀廟所と、郷里の山口県田布施町にある。
1996年から1997年に、倒れる前日まで記していた『佐藤栄作日記』（全6巻、伊藤隆監修、朝日新聞社）が刊行された（佐藤自身は、朝日新聞を同紙の編集方針から毛嫌いしていた）。
2019年8月23日、自身の大甥である安倍晋三が内閣総理大臣在任通算2798日となり自身の記録と並び戦後最長となる。
2020年8月24日、自身の大甥である安倍晋三が内閣総理大臣連続在職日数が2799日となり自身の記録を抜き歴代最長となる。さらに安倍は2期目であり1期と合わせると通算在任期間が去年の11月20日に歴代最長となっている（最終的に3188日在任）。

## 人物・逸話

### 政界の團十郎
彫りの深い顔立ちで、くりくりとした大きな目が特徴的だった。口数の少ない佐藤が見開いた目で睨みつけると、誰もが戦慄を禁じ得なかったという。「ギョロ目の睨み」といえば歌舞伎の世界では「市川團十郎」の代名詞だが、特に59年ぶりに十一代目市川團十郎の襲名となった1962年（昭和37年）は團十郎ブームに湧いていた。佐藤もその恩恵を受けて、ついたあだ名が「政界の團十郎」。当時警察官僚として面識があった佐々淳行も著書で「團十郎ばりの巨眼で（佐藤に）睨みつけられたという秘書官がいた」と記している。

### 性格
癇癪持ちで、じっと我慢するのは苦手だったという。発話がドモリぎみということもあり、腹を立てると口より先に手が出ることが多かった。手が早いといっても殴ることは少なく、テーブルをたたいて怒りの言葉を発したという。寛子夫人が週刊誌の対談で「私は若いころ主人に殴られたことがある」と漏らしたことから、訪米の際、米誌に「ワイフ・ビーター（妻を殴る男）」として紹介されたことがある。
自分より目下の者にはそれなりの礼節を求めた。東宮侍従が予算の陳情で首相に面会を求め、皇太子の御用をかさに高圧的な態度で発言したときは、「無礼じゃないか！おれは総理大臣だぞ」と怒鳴りつけた。
短気な一面については、長男の佐藤龍太郎が父・栄作について「『待ちの政治家』と言われましたが本来は短気なんです。我慢強くなったのは政治家になってからのことで、僕らの知っている父は短気なところが恐ろしかった。カーッとなるとお膳をひっくり返す。おふくろの鏡台を叩き割る。買ったばかりの火鉢を庭に放り投げて壊してしまう。幼いころからそんな光景をよくみました...」と述べている。
首相に昇りつめてからも短気な性格が時として頭をもたげた。1972年（昭和47年）に久野忠治が北朝鮮を訪問する際、佐藤と口論になり「除名する」と告げられ、久野が理路整然と総裁の恣意で党を除名させることはできないことを指摘すると、テーブルを引っくり返しながら「馬鹿野郎」と怒鳴りつけ、ドアを蹴飛ばして出ていったという。

### 兄・岸信介との比較
三木武吉は岸信介に対し「佐藤とキミは兄弟だと言うけれどちがうなぁ。キミの弟ではあるが、なかなかたいした奴だ。気に食わんとなると寝転びやがって口をきかないんだ。キミは、とにかく反対なら反対のようにちゃんと言うてくれるからいい。けれどもあいつは、いざとなるとゴロッと寝ちゃって何も口をきかない」と呆れたように言ったという。
石原慎太郎は、達筆で話がうまく、人を集める魅力を持つ兄の岸を、佐藤が「羨んでいる節があるように思えた」と述べている。
また、田中龍夫（田中義一の長男）は、「岸さんと佐藤さんはえらく違うよ。佐藤さんは情報をよくとるし、八方心くばりをしていて、コワい感じがした。話していても秋霜烈日として、ひとこと間違うとビンタがとんでくるのではないかと思うほどだ。ところが岸さんとなると話していても実になごやかで楽しくなるね」と述べている。
中曽根康弘は、岸・佐藤兄弟は2人とも武士の風格を持ち、宰相学を身につけていたと高く評価していた。また、岸を「直入正直型の長州人」、佐藤を「狡いズルシャモ型長州人」と評した。
岸信介は総理大臣在任中にノーベル平和賞候補者になり、歴代総理大臣で初のノーベル平和賞候補者であった。

### 対人関係
無愛想な反面、面倒見のいいところもあり、竹下登の述懐によれば、鉄道官僚時代には敵対していた国鉄労組OBの引退後の生活を心配し、折に触れては何くれとなく世話を焼いていたという。人並み以上の義侠心や涙もろさ、あるいは義理人情の厚さといった日本的美徳の持ち主だが、公式の政治の舞台でこれらが表にでることはなかった。そうした感情を表に出さずに仮面を被り続けた佐藤は、『栄ちゃんのバラード』という反戦フォークソングから柳家つばめの『佐藤栄作の正体』に至るまで格好の標的であり続けたが、これに対して寛容な態度をとれない不器用な人物でもあった。
聞き上手な面があり、人の話によく耳を傾けた。学者や財界人、女性評論家といったグループとは首相就任後も定期的に会合を持ち、そこに信頼する閣僚や党幹部が加わることも多かった。自らはほとんど酒を飲まないにもかかわらず、夜の宴席には頻繁に顔を出し、情報や知識の吸収に務めていた。
『佐藤栄作日記』では、総理在任中も政治家や官僚に対する好悪の情をはっきり書いており、好き嫌いの激しい人間だったことが窺い知れる。宏池会のホープでは宮沢喜一を好み、大平正芳のことは好かなかった。一方、政敵・河野一郎の葬儀の帰途、車内で夫人や側近に「これで悪いやつは全部死んだ」と発言したとされ、冷酷な一面を覗かせた（河野の死去当日の日記では、「気の毒、遺憾なり」としながらも「梟雄去るの感なり」と記述されている）。また、ある時期まで反佐藤の急先鋒だった中曽根康弘には比較的好意的だった。
なお、首相退任後、昭和天皇と香淳皇后との金婚式の際に昭和天皇が事前に断っていたにもかかわらず、黒松の盆栽を持ってきたため昭和天皇を困惑させたことがある（皇室経済法によって、皇室財産の譲渡および取得は国会の議決が必要なため、昭和天皇は外国元首からの儀礼的なプレゼント以外は受け取らない方針をとっていた）。結局、宮内庁長官・宇佐美毅との協議の結果、この盆栽は佐藤に返すことになった。このほかにも、佐藤は香淳皇后に反物を献上しようとしたが、昭和天皇から断られている。昭和天皇は「佐藤は何を考えているんだろうね」と困惑していたという。昭和天皇は佐藤政権を引き継いでいた当時の田中内閣に対し、「高価な贈り物は持ってこないように」と異例の申し入れを行っている。

### マスコミとの関係
退任の記者会見における騒動にも代表されるように、佐藤は新聞や雑誌などの活字報道を一貫して嫌っていたことで知られるが、その始まりは第2次吉田内閣で内閣官房長官に抜擢された際に、当時はまだ非議員で政界に不慣れな佐藤を新聞各社の社説が酷評したことにさかのぼる。佐藤が特に嫌悪していたのが朝日新聞で、首相の見解や政府の方針などあげた記事や社説が、実際に自身や政府が意図するものとは異なったものになっているときには激しく怒り散らした。
佐藤の朝日嫌いは自身の日記に成田デモ事件への報道に関連して「何としても朝日征伐にかからねばなるまい」と書きなぐるほど徹底したものだったが、佐藤の死後にその日記をまとめて『佐藤栄作日記』全六巻を刊行したのは、皮肉なことにその朝日新聞社にほかならなかった。
また、佐藤は毎日新聞にも好意を持っておらず、毎日新聞社傘下で大阪のテレビ局の毎日放送（現:MBSメディアホールディングス）が東京のテレビ局で当時経営危機に陥っていた東京12チャンネル（現:テレビ東京）を買収して、「東京毎日放送」に商号変更し、新テレビネットワークを構築しようと計画していたのに反対し、東京12チャンネルは日本経済新聞または東京新聞（の発行元である中日新聞）が引き受けるべきと郵政事務次官の浅野賢澄（後のフジテレビ会長）を通して、毎日放送社長の高橋信三に伝達。結局、毎日放送は東京12チャンネルの買収を諦め、佐藤が候補として挙げていた日本経済新聞社が東京12チャンネルを引き受けることで決着した。

### 栄ちゃんと呼ばれたい
1964年、大野伴睦を偲ぶ会に出席し「“伴ちゃん”、“伴ちゃん”とみんなから愛された故人にならい、私も“栄ちゃん”と呼ばれたい」と述べた。
1968年12月16日（月曜日）参議院予算委員会において、山田勇（横山ノック）との間に以下のやり取りが記録されている（議事録より一部表記を改編）。
山田勇「栄ちゃんと呼んでほしいと総理はかつて申されたことがありますが、現在もそのお気持ちにはお変わりありませんか」
佐藤榮作「どうも場所によりますね。私はやはり大衆性を持ちたい、こういう意味でかようなことは申しましたが、しかし場所だけは選んでください、お願いします」
山田勇「私は、総理が自分のことを栄ちゃんと呼んでほしいと申しておられるのを聞いて、あ、この人はわれわれ国民の中に飛び込んできてくれるほんとうの政治家だと私は思いました。ところがどうやらそれは完全に私は裏切られているようでございます。いま総理は、一般大衆、庶民から縁遠い存在となっているように私は見受けます。政治というものは、弱い者を助け、貧しい者を救うのがひとつの大きな目的だと私は思っております。そういう点について、総理はどういうふうにお考えでしょうか、お答えをお願いします」
佐藤栄作「私の政治モットーは人間尊重にございます。このことはよくたびたび申しておりますから、ただいまご指摘になりましたような点、十分に考えてまいりたいと、かように思います」

### 語録
- 「内閣改造をするほど総理の権力は下がり、解散をするほど上がる」
- 「参議院を制する者は政界を制する」
- 「テレビはどうした? テレビはどこにいる!」（退陣表明をした記者会見の最初の発言。早い時期からテレビ報道が国民に与えるインパクトの強さを認識しており、テレビ映りに配慮していた[75]）

### その他の逸話

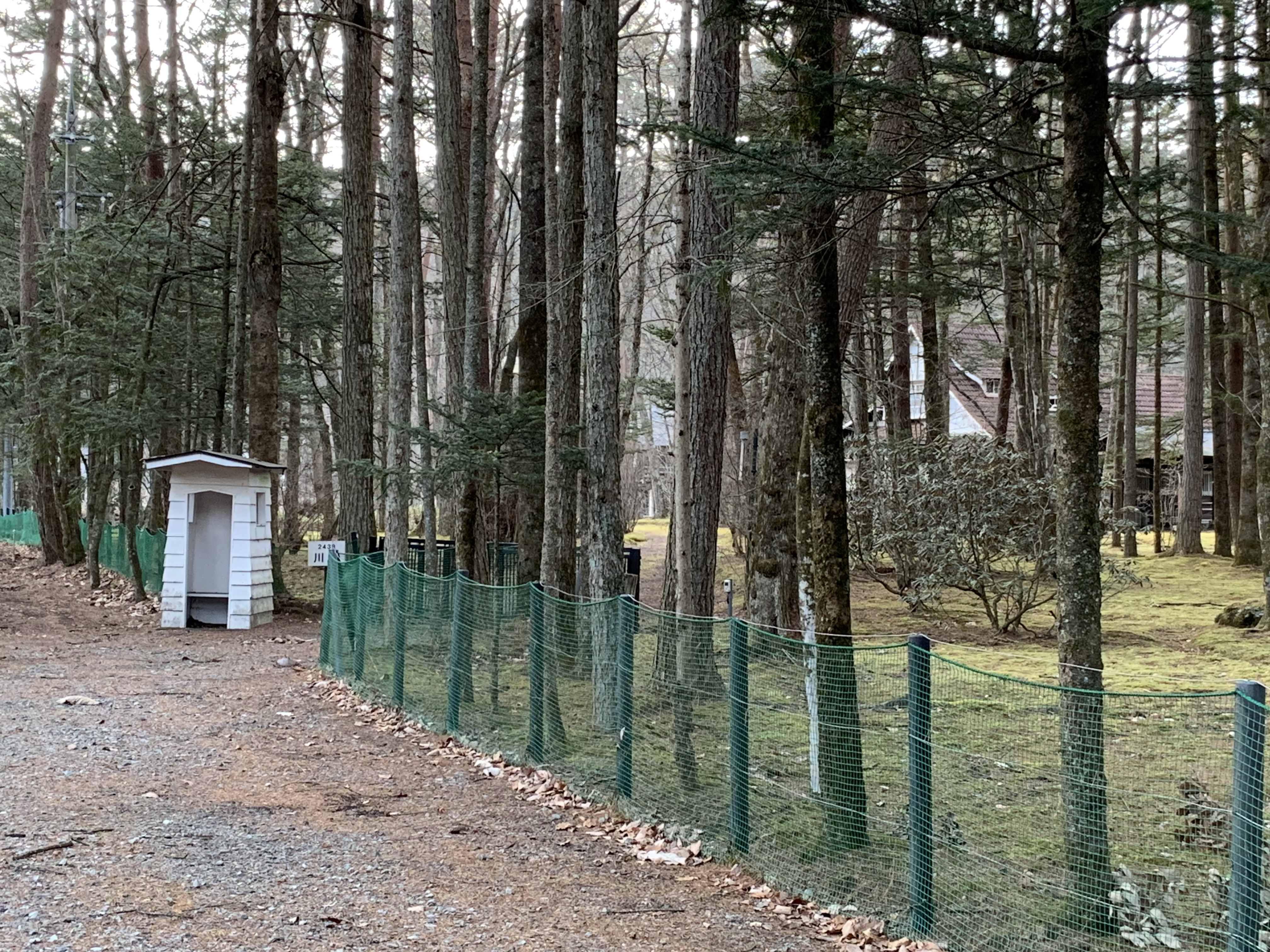
軽井沢の旧佐藤栄作別荘入り口。そこには現在も当時のポリスボックスが建っている。

- 1969年（昭和44年）11月16日（日曜日）、訪米前日、学生らによる佐藤首相訪米阻止闘争デモが吹き荒れる中、吉田茂の墓を訪れ長い間祈りをささげていた姿が報道されている[76]。
- 1971年（昭和46年）10月19日（火曜日）の夜半、総理私邸内に若い男の刺客が侵入したが、難を逃れた[77]。
- 長野県軽井沢に別荘を所有し（現存。個人所有のため非公開）、多くの政財界人や芸能人をこの別荘に招待している。中曽根康弘は、首相として初めての夏休みを、佐藤の別荘を借りて過ごし[78]、その後至近距離に別荘を新築している。佐藤の死後は、大平正芳が寛子未亡人から頼まれてこの別荘を借り受けた[79]。鈴木善幸も首相在任中、佐藤の別荘を借りていた[80]。また橋本龍太郎の別荘とは隣同士[81]。ちなみに鎌倉では、佐藤は旧前田利為別荘（現・鎌倉文学館）を1964年から11年にわたり借りて休暇を過ごしていた[82]。
- 劇団東京ヴォードヴィルショーの主宰者で俳優の佐藤B作は、自らの芸名を佐藤栄作にちなんで決めたという[83]（両者に血縁・縁戚関係はもちろんない）。1995年、アフリカのガンビア共和国からノーベル平和賞の受賞者として佐藤栄作を描いた記念切手が発行されたが、その切手には誤って「Bisaku Sato」と表記されていた[84]。
- 竹下登の孫で漫画家の影木栄貴（内藤栄子）の本名は佐藤栄作と田中角栄にちなみ、祖父の竹下が命名した。[要出典]
- 新東京国際空港（現・成田国際空港）の反対運動（三里塚闘争）を題材にしたフィクション漫画『ぼくの村の話』（尾瀬あきら作）では、「加藤」首相として描かれている[85]。
- 「政界の団十郎」「早耳の栄作」の別名を持つ。
- 「人事の佐藤」と評された（連続在任記録及び戦後最長在任記録は大甥の安倍晋三が更新）。
- 2024年（令和6年）10月に日本原水爆被害者団体協議会（被団協）が受賞するまで、日本では唯一のノーベル平和賞受賞者であった。なお、被団協は団体であるため、個人としては同年時点でも唯一の受賞者である[86]。

## ノーベル平和賞をめぐって
1974年のノーベル平和賞受賞は、上記の通り非核三原則の制定などが評価されてのものであった。この受賞には国連大使だった加瀬俊一によるロビー活動が寄与したといわれており、佐藤も日記の中で加瀬への謝意を表している。元外交官で自民党の元参議院議員鹿島守之助（鹿島建設会長）もこの受賞工作に関与した。日本では、前年に平和賞を受賞したキッシンジャーの推薦があったのではないかとの説を唱える者もいたが、50年経って公表された資料には元米政府高官等の名はなかった。
実際には平和賞を選考するノルウェーのノーベル平和賞委員会は、2001年に刊行した記念誌『ノーベル賞 平和への100年』の中で、「佐藤氏はベトナム戦争で、米政策を全面的に支持し、日本は米軍の補給基地として重要な役割を果たした。のちに公開された米公文書によると、佐藤氏は日本の非核政策をナンセンスだと言っていた」と記し、受賞理由と実際の政治姿勢とのギャップを指摘した。この記念誌はノルウェーの歴史家3名による共同執筆で、同年8月の出版記念会見の際にその1人のオイビン・ステネルセンは「佐藤氏を選んだことはノーベル賞委員会が犯した最大の誤り」と見解を述べて当時の選考を強く批判し、「佐藤氏は原則的に核武装に反対でなかった」と語ったという。
この報道に対して次男の佐藤信二は「受賞当時は一部から抗議を受けたが、それは誤解で父は真の平和主義者だった。非核三原則を打ち出したのは佐藤内閣であり、受賞はその点を評価された。父は受賞したとき『佐藤個人ではなく、国がもらったものだ』と語っている」とコメントした。ただし上記の通り、2009年（平成21年）に、沖縄への核持ち込みに関する密約の合意文書が佐藤家に保管されていたことが明らかになった。さらに、2010年（平成22年）10月に『NHKスペシャル 核を求めた日本』において、佐藤内閣下で、極秘に核保有は可能か検討が行われていたことが明るみに出た。西尾幹二は、佐藤が核武装論から変節し、「アメリカに日本国を売って」ノーベル平和賞を得たことが日本の保守政権を堕落させた、と批判している。
佐藤はノーベル平和賞の受賞記念講演の原稿を作成した際に、助言を求めた学者（高坂正堯・梅棹忠夫ら）の意見を入れて「非核三原則を世界各国も導入することを望む」という内容の一節を入れたが、最終的に削除した。これについて上記『NHKスペシャル』では、佐藤が最終稿を作る前に、来日したアメリカ国務長官のヘンリー・キッシンジャーと面談した影響を指摘している（キッシンジャーは、「何をとぼけたことを言い出すのか」と反発したという）。ちなみに西尾幹二はこの件について、「キッシンジャーは彼（注：佐藤）の前に立ち塞がるアメリカの『意志』そのものであり、ノーベル平和賞とはアメリカの政治意志の一道具である」と論じ、佐藤が削除した上記の一節を「日本を核大国の仲間に入れないのならお前たちだけ勝手なことはさせたくない、と一発かましたい思いからだったのかもしれない」と評し、核武装論者としての佐藤のせめてもの抵抗だったのではないか、と論じている。
この1974年（昭和49年）11月19日に元赤坂の迎賓館で行われた佐藤・キッシンジャー会談の具体的内容は、佐藤がキッシンジャーに、「もし可能なら、核兵器の先行使用の放棄を話し合うため、核保有5か国が集まるよう受賞講演で提案しようと考えている」と述べ、すべての国が核兵器の先行使用を放棄する方向への提起を授賞式講演「核時代の平和の追求と日本」に盛り込みたい意向を伝えたが、キッシンジャーは、「米国はそうした話し合いへの参加を拒んでいる唯一の国だ」と答え、「米国が核兵器の先行使用を放棄したら、それは日本にとって危険だ」として、ソ連と中国の軍事的脅威を理由に拒んだ。
キッシンジャーは、「ソ連は欧州の国々を上回る兵力を、中国も隣国を上回る兵力を持っている。核兵器がなければ、ソ連は通常兵力で欧州を蹂躙できます。中国も同様です」という見解を示し、翌日の中曽根康弘との会談でも、もしも米国が非核国への核使用を放棄すれば、ソ連の東欧の同盟国にも使用できなくなるとの懸念を示して、中曽根がNPTに関連して発した「米ソは非核国に核兵器を使ったり、核兵器で脅迫したりしないと確約できますか」という要求を拒んだ。
なお、ベトナム戦争支援政策、中国敵視外交などを進めた佐藤の受賞を疑問視する意見もあり、フランスの『ル・モンド』紙は「驚くべき、異議のある決定」と批判している。
ノルウェーのノーベル研究所は2024年1月に1974年のノーベル平和賞選考過程を開示し、批判があることを想定しながらも日本の核保有阻止に努力したという観点から共感・賛同を得られるとしたことが明らかとなった。このときの推薦者は当時の首相だった田中角栄以下17人とされ、ノーベル財団のノミネートリストでも推薦者はこの1件のみである。
ノルウェーのオスロ国際平和研究所でアジアを専門に研究しているスタイン・トネソン名誉研究教授は2024年11月に、他ならぬ日本からを中心に多くの批判が寄せられたとしながらも、「佐藤氏の受賞を支持したアジアの多くの国がその後、日本の高度経済成長路線をなぞって経済を優先させ、軍事的な冒険を避ける政策をとったことで、地域的な平和を長く享受することができた」とし、この受賞が周辺のアジア諸国に良い影響を与えたと評価した（「佐藤元首相が」ではなく、「アジアで平和賞が出たことが」である）。

## 略年譜
- 1901年（明治34年）3月27日 - 山口県熊毛郡田布施村田縫（現・田布施町）に生まれる。
- 1907年（明治40年）4月 - 国木尋常小学校入学。
- 1913年（大正2年）4月 - 山口県立山口中学校（現・山口県立山口高等学校）入学。
- 1918年（大正7年）9月 - 第五高等学校（一部丙類）入学。
- 1921年（大正10年）4月 - 東京帝国大学法学部法律学科（独法）入学。
- 1923年（大正12年）12月 - 高等文官試験（行政）合格。
- 1924年（大正13年）
  - 4月 - 東京帝国大学法学部法律学科（独法）卒業。
  - 5月 - 鉄道省入省。
  - 6月 - 鉄道局書記・門司鉄道局勤務。
- 1926年（大正15年）
  - 2月 - 寛子（叔父佐藤松介の長女、外相松岡洋右の姪）と結婚。
  - 11月 - 二日市駅長。

- 1928年（昭和3年）
  - 4月 - 長男・龍太郎が生まれる。

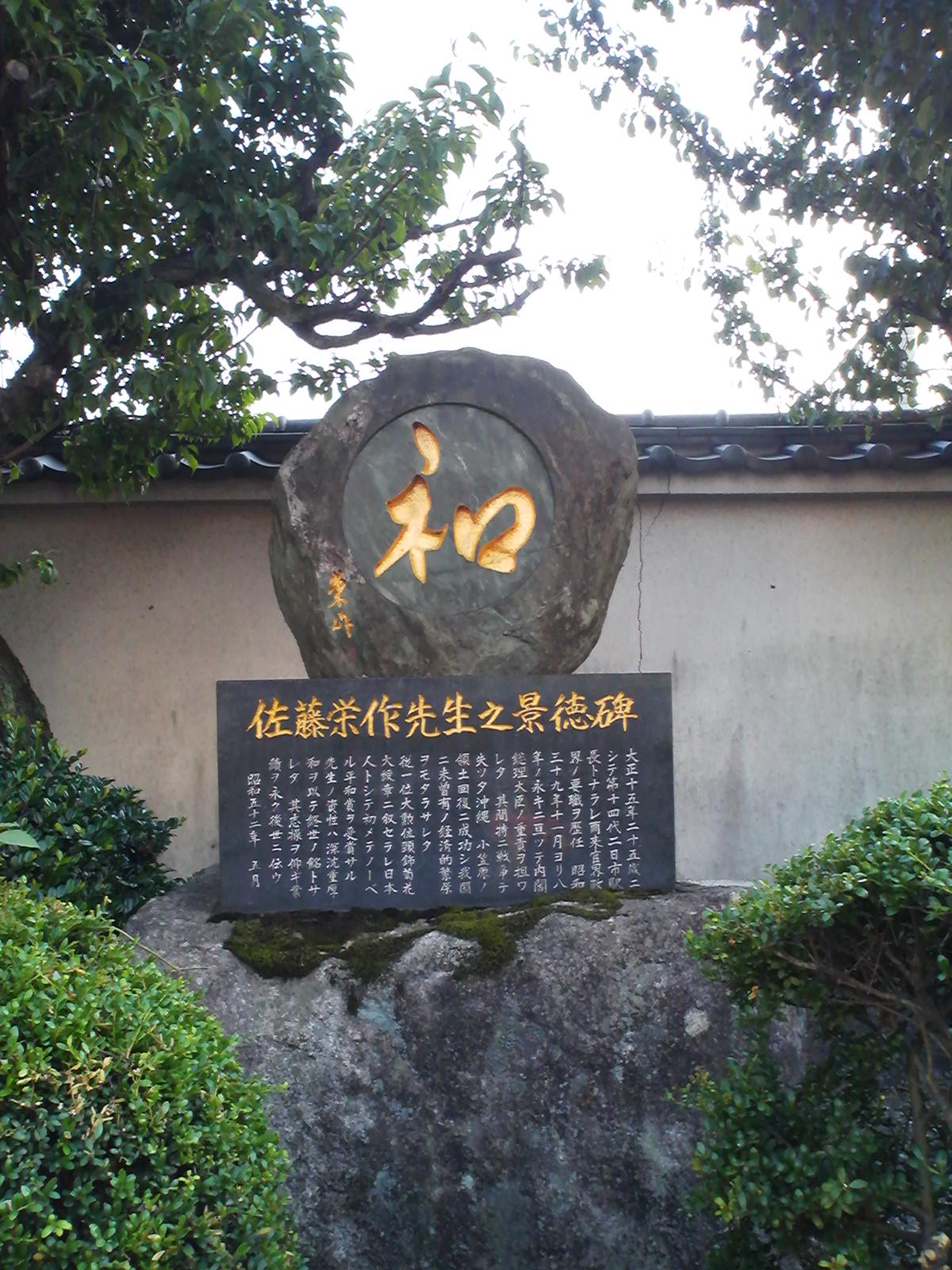
「佐藤栄作先生之景徳碑」
----
佐藤がかつて駅長を務めた福岡県筑紫野市のJR二日市駅のそばにある石碑

- 1929年（昭和4年）5月 - 門司鉄道局庶務課文書掛長。

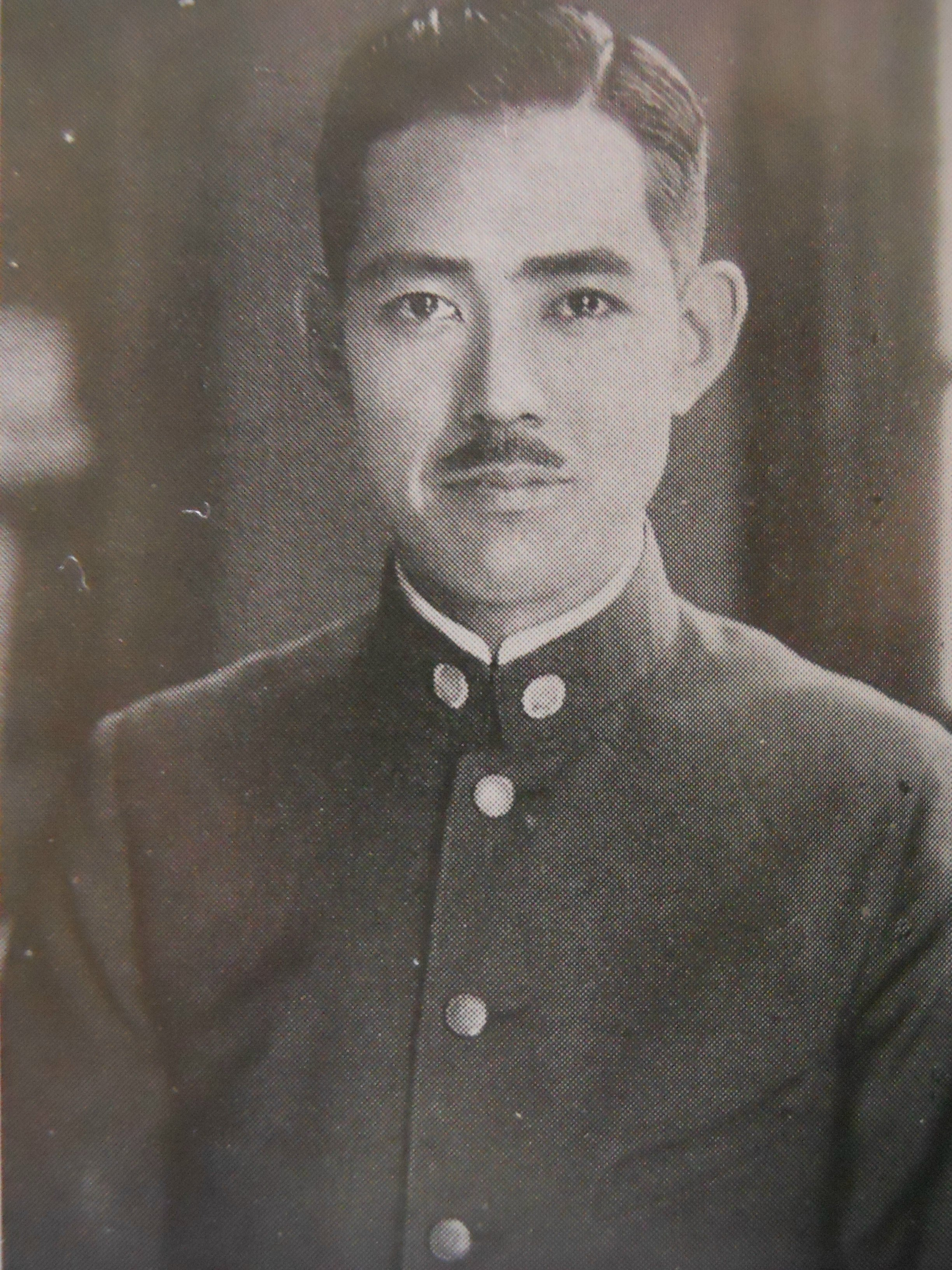
鳥栖運輸事務所長当時
----
1931-33年ごろ

- 1931年（昭和6年）4月 - 門司鉄道局鳥栖運輸事務所長。
- 1932年（昭和7年）2月 - 次男・信二が生まれる。
- 1933年（昭和8年）8月 - 門司鉄道局運輸庶務掛長。
- 1934年（昭和9年）6月 - 欧米の鉄道研究を目的とした在外研究員で、8月に出発。2年にわたり北中米・欧州各地を視察する。
- 1936年（昭和11年）
  - 4月 - 帰国。
  - 7月 - 鉄道省事務官・監督局業務課勤務。
- 1937年（昭和12年）6月 - 鉄道省陸運監理官。
- 1938年（昭和13年）
  - 5月 - 中華民国へ出張。
  - 6月 - 帰国。
  - 8月 - 鉄道書記官・監督局鉄道課長。
  - 9月 - 中華民国へ出張。
- 1939年（昭和14年）6月 - 中華民国より帰国。
- 1940年（昭和15年）6月 - 鉄道省監督局総務課長。
- 1941年（昭和16年）12月 - 鉄道省監督局長。
- 1942年（昭和17年）11月 - 監理局長。
- 1943年（昭和18年）11月 - 運輸通信省自動車局長。
- 1944年（昭和19年）4月 - 大阪鉄道局長。
- 1946年（昭和21年）2月 - 運輸省鉄道総局長官。
- 1947年（昭和22年）2月 - 運輸次官。
- 1948年（昭和23年）
  - 3月 - 運輸次官を依願免官。
  - 4月 - 民主自由党山口県連合会支部長。
  - 10月 - 第2次吉田内閣で官房長官に就任（ - 1949年2月）。

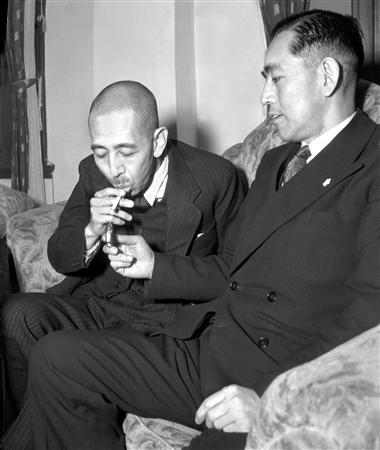
官房長官時代、兄の岸信介と
----
戦犯容疑が晴れて巣鴨プリズンから釈放された岸は、その足で官房長官公邸に弟を訪ねてきた。1948年12月24日。

- 1949年（昭和24年）1月 - 衆議院議員に初当選（ - 1975年6月）。
- 1950年（昭和25年）4月 - 自由党幹事長。
- 1951年（昭和26年）
  - 7月 - 第3次吉田内閣第2次改造内閣で、郵政大臣兼電気通信大臣に就任。
  - 12月 - 第3次吉田内閣第3次改造内閣でも留任（ - 1952年7月）。
- 1952年（昭和27年）10月 - 第4次吉田内閣で、建設大臣兼国務大臣北海道開発庁長官に就任（ - 1953年2月）。

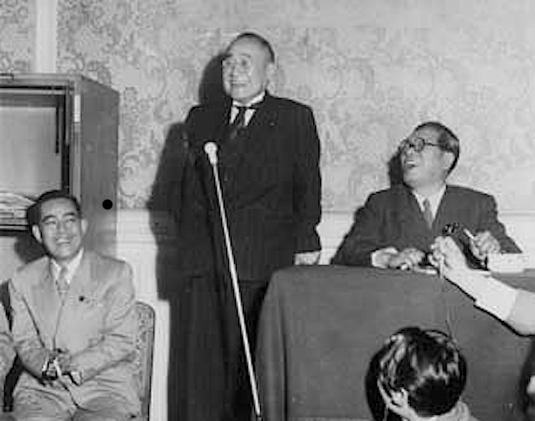
師・吉田茂とともに
----
自由党代議士会で挨拶する総理総裁の吉田茂、その左に建設大臣の佐藤、右は代議士会会長の小澤佐重喜。1953年。

- 1953年（昭和28年）1月 - 自由党幹事長。
- 1954年（昭和29年）
  - 4月 - 造船疑獄で逮捕請求に犬養健法務大臣が指揮権発動。
  - 7月 - 幹事長辞任、党総務。
  - 9月13日 - 山口県で行われた外遊壮行会会場で、男に包丁で切りつけられるが無事[98]。
- 1955年（昭和30年）11月 - 自由民主党結成に不参加、吉田茂とともに無所属となる。
- 1956年（昭和31年）12月 - 政治資金規正法違反で訴追されたが、国際連合加盟の恩赦で免訴。
- 1957年（昭和32年）2月 - 鳩山一郎の引退後、自由民主党入党。
- 1958年（昭和33年）6月 - 第2次岸内閣で大蔵大臣に就任（ - 1960年7月）。
- 1961年（昭和36年）7月 - 第2次池田内閣第1次改造内閣で通商産業大臣に就任（ - 1962年7月）。
- 1963年（昭和38年）7月 - 第2次池田内閣第3次改造内閣で北海道開発庁長官、科学技術庁長官に就任。
- 1964年（昭和39年）
  - 11月 - 内閣総理大臣に就任（ - 1972年7月）、第1次佐藤内閣発足。
  - 12月 - 自由民主党総裁。
- 1965年（昭和40年）7月 - 心臓血管研究所付属病院に入院[99]。
- 1967年（昭和42年）
  - 2月 - 第2次佐藤内閣発足。
  - 12月 - 衆院予算委において非核三原則言明。
- 1968年（昭和43年）7月 - 板垣退助先生顕彰会を設立[35][34][37]。
- 1970年（昭和45年）1月 - 第3次佐藤内閣発足。
- 1971年（昭和46年）8月 - 日本の首相として初めて広島平和記念式典に出席。
- 1972年（昭和47年）
  - 6月 - 自由民主党両院議員総会で退陣を表明。このときの記者会見で内閣記者団と衝突。
  - 7月 - 第3次佐藤内閣総辞職。
- 1974年（昭和49年）12月 - ノーベル平和賞受賞。
- 1975年（昭和50年）
  - 5月19日 - 東京都中央区築地の料亭（新喜楽）で脳卒中を起こして倒れ昏睡状態となる。
  - 6月3日 - 午前0時55分に意識が戻らないまま港区西新橋の東京慈恵会医科大学附属病院で死去、満74歳。従一位・菊花章頸飾を追叙。
  - 6月16日 - 日本武道館で国民葬。
- 1977年（昭和52年）5月 - 遺骨を山口県田布施町国木の佐藤家墓地に埋葬。

## 栄典
位階
- 1975年（昭和50年）6月3日 - 従一位

勲章等
- 1972年（昭和47年）11月3日 - 大勲位菊花大綬章
- 1974年（昭和49年）12月27日 - 銀杯一組（菊紋）
- 1975年（昭和50年）6月3日 - 菊花章頸飾

外国勲章
- 1965年（昭和40年）2月23日 - スペイン： イサベル・ラ・カトリカ大十字勲章（Gran Cruz）

## 著書
- 『繁栄への道』周山会出版局、1963年2月14日。
- 『今日は明日の前日』フェイス、1964年6月20日。
- 『有言実行 参議院選挙第一声』自由民主党広報委員会、1965年6月。
- 佐藤栄作、福田赳夫、椎名悦三郎『第49回臨時国会所信表明演説集』自由民主党広報委員会、1965年7月。
- 佐藤栄作、椎名悦三郎、藤山愛一郎『第50回臨時国会所信表明演説集』自由民主党広報委員会、1965年10月。
- 内閣総理大臣官房 編『佐藤内閣総理大臣演説集』内閣総理大臣官房、1970年5月。
- In quest of peace and freedom. Japan Times. (1973)
- 『佐藤栄作ノーベル平和賞1974受賞記念講演集』佐藤栄作後援会、1975年1月。
- 『佐藤栄作日記』 第1巻、伊藤隆監修、朝日新聞社、1998年11月。ISBN 9784022571410。
- 『佐藤栄作日記』 第2巻、伊藤隆監修、朝日新聞社、1998年2月。ISBN 9784022571427。
- 『佐藤栄作日記』 第3巻、伊藤隆監修、朝日新聞社、1998年7月。ISBN 9784022571434。
- 『佐藤栄作日記』 第4巻、伊藤隆監修、朝日新聞社、1997年6月。ISBN 9784022571441。
- 『佐藤栄作日記』 第5巻、伊藤隆監修、朝日新聞社、1997年10月。ISBN 9784022571458。
- 『佐藤栄作日記』 第6巻、伊藤隆監修、朝日新聞社、1999年4月。ISBN 9784022571465。

## 家族・親族

### 家系

信夫佐藤氏の家紋「源氏車」

佐藤家（武家家伝 信夫佐藤）
佐藤家の祖先については、遠祖は源義経の家臣・佐藤忠信だという口伝がある。佐藤家の祖は、およそ300年さかのぼることができる。それ以前は、源義経の家臣・佐藤忠信に発する、という口伝がある。もちろん信ずべき証はない。ただ佐藤の本家に生まれ、あとで栄作と縁組することになる寛子は“子どものころから、浄瑠璃狐忠信の忠信は先祖と聞かされて”いる。義経千本桜四段目で狐の化けた忠信が静御前を守護する。この忠信は源氏車の家紋をつけた衣装で舞う。佐藤家の紋所もまた同じ源氏車であるとある。
山口県史学会の調査によると、確認できる佐藤家の初代は市郎右衛門信久といい、寛文2年（1662年）ごろから萩藩の藩士となり、扶持方2人・米2石4斗を受けた。下級武士で、この待遇はそのあともあまり変わらない。役によって4石5斗あるいは6石に加増されたこともある。代々、市郎右衛門あるいは源右衛門を名乗った。
2代・市郎右衛門信友は妻をめとらず、3代目を継いだ源右衛門信貞は、同藩の福井清兵衛信政の次男である。歴代佐藤家の当主の中で世に出たのは、まず4代目の源右衛門信早である。その功を認められて禄高を6石に加増されている。熊毛郡下田布施村の「宝暦検地絵図」などの文書も残した。
7代目の佐藤嘉津馬は安永8年（1779年）に12歳で病死する。佐藤家はこの7代目まで大内町御堀（現・山口市南部）の周辺に住んだ。嘉津馬夭折のあと、佐藤家は萩に住む一族吉田八兵衛の三男菊三郎に別の親戚福田某の娘を嫁に迎え、夫婦養子とする。8代目市郎右衛門信孝で、この信孝の時代から、佐藤家は田布施に移った。
10代目の曽祖父・寛作信寛は長州藩士として御蔵元本締役、大検使役などを歴任、長沼流兵学を修め、幕末期の思想家・吉田松陰に『兵要録』を授けた。明治になり、島根県令、浜田県権知事などの要職に就いた。吉本重義著『岸信介傳』p.21に「この曽祖父は、佐藤家の歴史においては最も傑出した人であった。もっとも、その叔父の九右衛門は坪井家に養われて長井雅楽の一味として当時、藩政の要路にあり、非常な傑物だったといわれる。佐藤家に伝わる政治家的な性格は、この坪井九右衛門や、曽祖父の信寛によって最も顕著にあらわれた」とある。
11代目の祖父・信彦は山口県会議員を2期務め、優れた漢学者でもあった。信彦の妻・みねは徳山藩士国広治左衛門の娘である。信彦の弟・鼓包武は、大村益次郎に兵学を学び、西南戦争でも活躍した。日清戦争では留守第六師団参謀長を務めた。最終的には陸軍少将。
岸家

### 人物

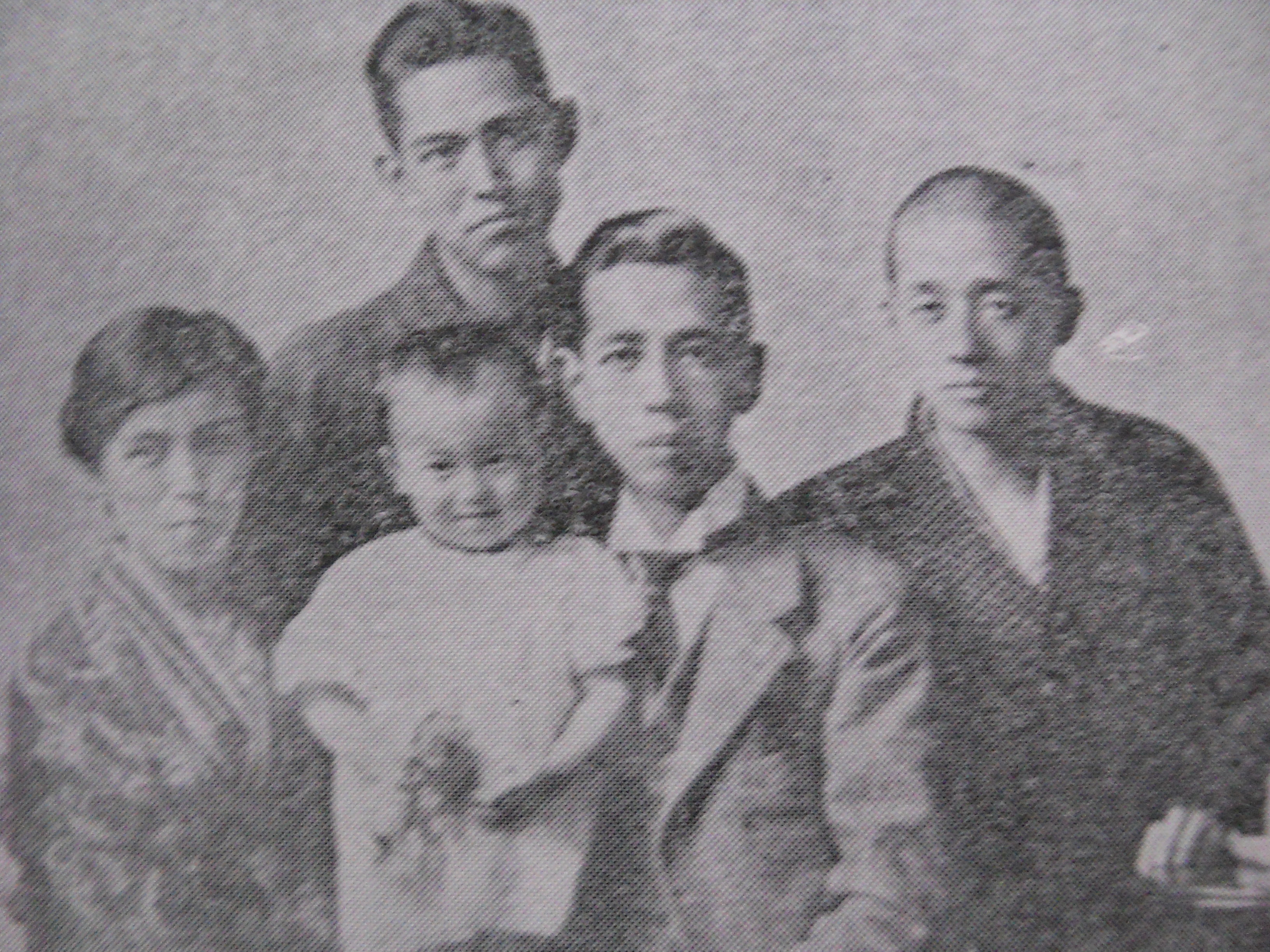
農商務省時代（1923年）の岸信介と。左から岸良子、岸信和、佐藤栄作、岸信介、吉田寛。

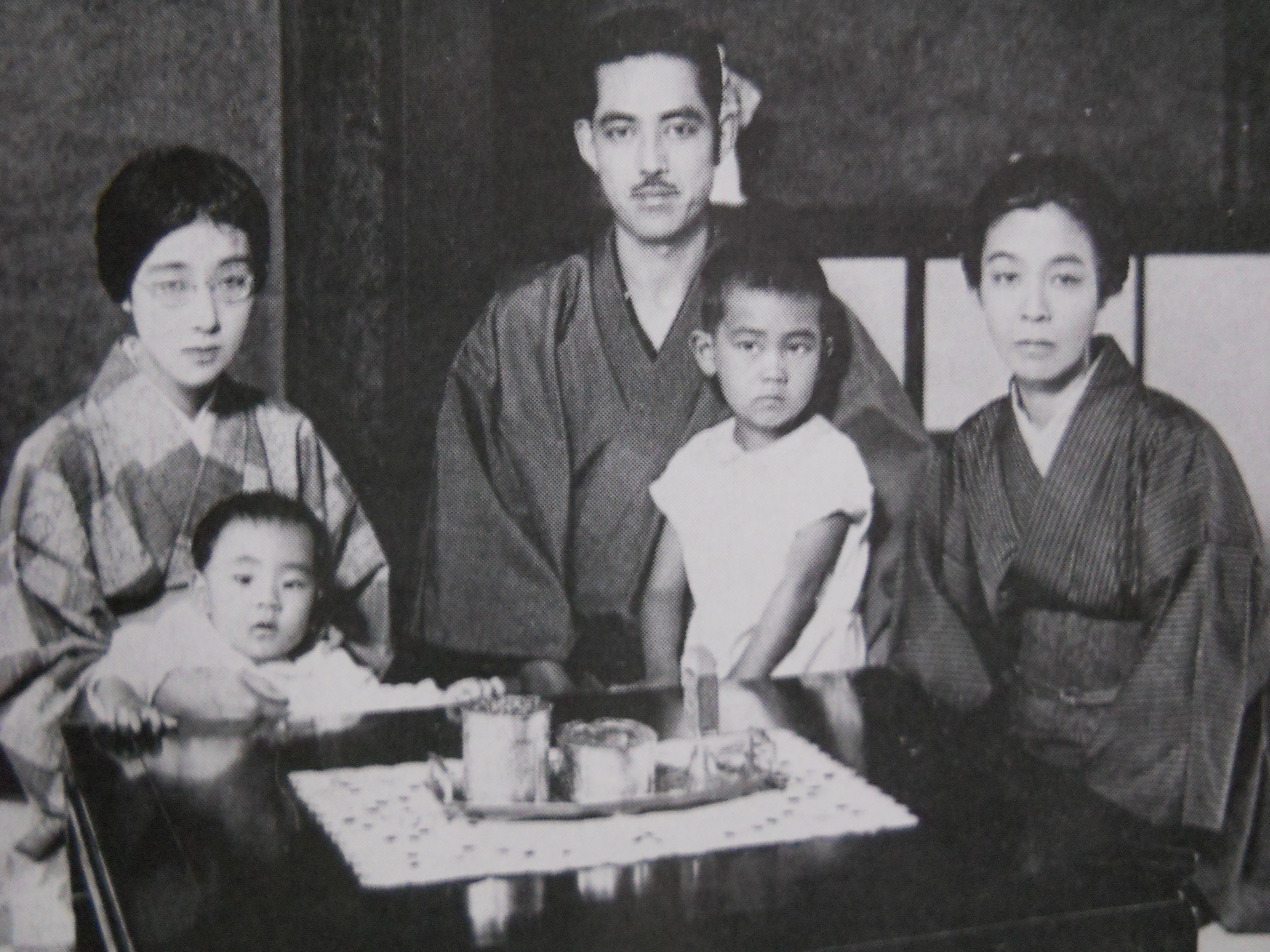
鳥栖運輸事務所長時代の佐藤一家。左から妻・寛子、次男・信二、栄作、長男・龍太郎、義母・藤枝。

#### 実家（佐藤家分家）
- 父・秀助
田布施・岸信祐三男。佐藤家に婿入りして分家を立てた。山口県庁に奉職し、勤めを辞めてからは酒造業を営んだ。栄作は父について「父は非常に勉強好きな人で、寡黙な人だった。私があまり口をきかないのも、性質が父親に似たせいだろう」と述べている[3]。
- 母・茂世（田布施・佐藤信彦の長女）
子どもたちの教育はすべて母・茂世の手で行われた。スパルタ式の教育で、信介ら兄弟が泣いて家へ帰ろうものなら叱りつけて家の中に入れなかったという。また、佐藤家の家運が傾き貧乏になったときも「うちは県令と士族の家柄ですからね！」と頑として挫けず、対外的な意地を張り通したという[101]。
- 長兄・市郎（軍人・海軍中将）
- 次兄・信介（官僚、政治家・首相）
士族岸信政へ養子。
- 姉
  - タケ子
  - こま（泉伍郎の妻）
  - 音世（玖珂郡川越村、吉永貫一の妻）
  - 千代子
- 妹
  - 操
  - 敏子（恒光四郎の妻）
  - 保子

#### 養家・自家（佐藤家本家）
- 叔父・義父・佐藤松介（茂世の弟、医師・岡山医学専門学校教授）
佐藤家第12代当主。甥・姪にあたる栄作の兄・信介や姉たちの学費や生活費の面倒を見ていたが、1911年に34歳で急逝した。
男子がなかったので、のちに分家の栄作が婿養子に入った。
- 義叔母・養母・藤枝（外相・松岡洋右の妹）
- 従妹・妻・寛子（松介と藤枝の長女）
- 従妹・義妹・正子（松介と藤枝の次女）
- 長男・龍太郎（JR西日本取締役などを務めた、1928年4月1日生[102])）
  - 　孫　路子　[103]
  - 　孫　栄治　中華城市燃気集団取締役[104]、エム・ピー・ソリューション社長[105](1961年1月5日生[102])
    - 曽孫・栄介(2001年4月30日生[102])
- 次男・信二（政治家）

#### 親族
- 従弟・吉田寛（茂世の妹・さわの子、首相・吉田茂の娘・桜子の夫）
- 従姉妹・岸良子（信介の妻、信介の養父で信介と栄作の伯父・信政の娘、栄作と同年生まれ）
- 姪・洋子（信介と良子の娘、政治家安倍晋太郎に嫁する）
  - 同長男・安倍寛信 （会社社長）
  - 同次男・安倍晋三（政治家・元首相）
  - 同三男・岸信夫（政治家・元防衛大臣）
- 孫婿・阿達雅志（次男・信二の娘婿、現自由民主党参議院議員、菅義偉内閣経済・外交担当首相補佐官）
- 義伯父・松岡洋右（養母・藤枝の兄、外相）

## 姻族関係系図
|  |  |                |                |                |                |                |                |  |  | 箕作秋坪       | 箕作秋坪       | 箕作秋坪       | 箕作秋坪       | 箕作秋坪       | 箕作秋坪       |  |  |  |  | 菊池大麓     | 菊池大麓     | 菊池大麓     | 菊池大麓     | 菊池大麓     | 菊池大麓     |  |  |  |  |          |          |          |          |          |          |  |  |                |                |                |                |                |                |  |  |                |                |                |                |                |                |  |  |          |          |          |          |          |          |  |  |          |          |          |          |          |          |
|  |  |                |                |                |                |                |                |  |  | 箕作秋坪       | 箕作秋坪       | 箕作秋坪       | 箕作秋坪       | 箕作秋坪       | 箕作秋坪       |  |  |  |  | 菊池大麓     | 菊池大麓     | 菊池大麓     | 菊池大麓     | 菊池大麓     | 菊池大麓     |  |  |  |  |          |          |          |          |          |          |  |  |                |                |                |                |                |                |  |  |                |                |                |                |                |                |  |  |          |          |          |          |          |          |  |  |          |          |          |          |          |          |
|  |  |                |                |                |                |                |                |  |  |                |                |                |                |                |                |  |  |  |  | 箕作佳吉     |              |              |              |              |              |  |  |  |  |          |          |          |          |          |          |  |  |                |                |                |                |                |                |  |  |                |                |                |                |                |                |  |  |          |          |          |          |          |          |  |  |          |          |          |          |          |          |
|  |  |                |                |                |                |                |                |  |  |                |                |                |                |                |                |  |  |  |  |              |              |              |              |              |              |  |  |  |  |          |          |          |          |          |          |  |  |                |                |                |                |                |                |  |  |                |                |                |                |                |                |  |  |          |          |          |          |          |          |  |  |          |          |          |          |          |          |
|  |  |                |                |                |                |                |                |  |  |                |                |                |                |                |                |  |  |  |  | 箕作元八     |              |              |              |              |              |  |  |  |  |          |          |          |          |          |          |  |  |                |                |                |                |                |                |  |  |                |                |                |                |                |                |  |  |          |          |          |          |          |          |  |  |          |          |          |          |          |          |
|  |  |                |                |                |                |                |                |  |  |                |                |                |                |                |                |  |  |  |  |              |              |              |              |              |              |  |  |  |  |          |          |          |          |          |          |  |  |                |                |                |                |                |                |  |  |                |                |                |                |                |                |  |  |          |          |          |          |          |          |  |  |          |          |          |          |          |          |
|  |  |                |                |                |                |                |                |  |  |                |                |                |                |                |                |  |  |  |  |              |              |              |              |              |              |  |  |  |  | 箕作秋吉 |          |          |          |          |          |  |  |                |                |                |                |                |                |  |  |                |                |                |                |                |                |  |  |          |          |          |          |          |          |  |  |          |          |          |          |          |          |
|  |  |                |                |                |                |                |                |  |  |                |                |                |                |                |                |  |  |  |  |              |              |              |              |              |              |  |  |  |  |          |          |          |          |          |          |  |  |                |                |                |                |                |                |  |  |                |                |                |                |                |                |  |  |          |          |          |          |          |          |  |  |          |          |          |          |          |          |
|  |  |                |                |                |                |                |                |  |  |                |                |                |                |                |                |  |  |  |  | 箕作みつ     | 箕作みつ     | 箕作みつ     | 箕作みつ     | 箕作みつ     | 箕作みつ     |  |  |  |  |          |          |          |          |          |          |  |  | 佐藤市郎       | 佐藤市郎       | 佐藤市郎       | 佐藤市郎       | 佐藤市郎       | 佐藤市郎       |  |  |                |                |                |                |                |                |  |  |          |          |          |          |          |          |  |  |          |          |          |          |          |          |
|  |  |                |                |                |                |                |                |  |  |                |                |                |                |                |                |  |  |  |  | 箕作みつ     | 箕作みつ     | 箕作みつ     | 箕作みつ     | 箕作みつ     | 箕作みつ     |  |  |  |  |          |          |          |          |          |          |  |  | 佐藤市郎       | 佐藤市郎       | 佐藤市郎       | 佐藤市郎       | 佐藤市郎       | 佐藤市郎       |  |  |                |                |                |                |                |                |  |  |          |          |          |          |          |          |  |  |          |          |          |          |          |          |
|  |  |                |                |                |                |                |                |  |  |                |                |                |                |                |                |  |  |  |  |              |              |              |              |              |              |  |  |  |  |          |          |          |          |          |          |  |  | 安倍寛         | 安倍寛         | 安倍寛         | 安倍寛         | 安倍寛         | 安倍寛         |  |  | 安倍晋太郎     | 安倍晋太郎     | 安倍晋太郎     | 安倍晋太郎     | 安倍晋太郎     | 安倍晋太郎     |  |  | 安倍寛信 | 安倍寛信 | 安倍寛信 | 安倍寛信 | 安倍寛信 | 安倍寛信 |  |  |          |          |          |          |          |          |
|  |  |                |                |                |                |                |                |  |  |                |                |                |                |                |                |  |  |  |  |              |              |              |              |              |              |  |  |  |  |          |          |          |          |          |          |  |  | 安倍寛         | 安倍寛         | 安倍寛         | 安倍寛         | 安倍寛         | 安倍寛         |  |  | 安倍晋太郎     | 安倍晋太郎     | 安倍晋太郎     | 安倍晋太郎     | 安倍晋太郎     | 安倍晋太郎     |  |  | 安倍寛信 | 安倍寛信 | 安倍寛信 | 安倍寛信 | 安倍寛信 | 安倍寛信 |  |  |          |          |          |          |          |          |
|  |  |                |                |                |                |                |                |  |  | 岸要蔵         | 岸要蔵         | 岸要蔵         | 岸要蔵         | 岸要蔵         | 岸要蔵         |  |  |  |  | 岸信祐       | 岸信祐       | 岸信祐       | 岸信祐       | 岸信祐       | 岸信祐       |  |  |  |  | 岸信政   | 岸信政   | 岸信政   | 岸信政   | 岸信政   | 岸信政   |  |  | 岸良子         | 岸良子         | 岸良子         | 岸良子         | 岸良子         | 岸良子         |  |  |                |                |                |                |                |                |  |  | 安倍晋三 | 安倍晋三 | 安倍晋三 | 安倍晋三 | 安倍晋三 | 安倍晋三 |  |  |          |          |          |          |          |          |
|  |  |                |                |                |                |                |                |  |  | 岸要蔵         | 岸要蔵         | 岸要蔵         | 岸要蔵         | 岸要蔵         | 岸要蔵         |  |  |  |  | 岸信祐       | 岸信祐       | 岸信祐       | 岸信祐       | 岸信祐       | 岸信祐       |  |  |  |  | 岸信政   | 岸信政   | 岸信政   | 岸信政   | 岸信政   | 岸信政   |  |  | 岸良子         | 岸良子         | 岸良子         | 岸良子         | 岸良子         | 岸良子         |  |  |                |                |                |                |                |                |  |  | 安倍晋三 | 安倍晋三 | 安倍晋三 | 安倍晋三 | 安倍晋三 | 安倍晋三 |  |  |          |          |          |          |          |          |
|  |  |                |                |                |                |                |                |  |  |                |                |                |                |                |                |  |  |  |  |              |              |              |              |              |              |  |  |  |  | 佐藤秀助 | 佐藤秀助 | 佐藤秀助 | 佐藤秀助 | 佐藤秀助 | 佐藤秀助 |  |  |                |                |                |                |                |                |  |  | 安倍洋子       | 安倍洋子       | 安倍洋子       | 安倍洋子       | 安倍洋子       | 安倍洋子       |  |  | 岸信夫   | 岸信夫   | 岸信夫   | 岸信夫   | 岸信夫   | 岸信夫   |  |  | 岸信千世 | 岸信千世 | 岸信千世 | 岸信千世 | 岸信千世 | 岸信千世 |
|  |  |                |                |                |                |                |                |  |  |                |                |                |                |                |                |  |  |  |  |              |              |              |              |              |              |  |  |  |  | 佐藤秀助 | 佐藤秀助 | 佐藤秀助 | 佐藤秀助 | 佐藤秀助 | 佐藤秀助 |  |  |                |                |                |                |                |                |  |  | 安倍洋子       | 安倍洋子       | 安倍洋子       | 安倍洋子       | 安倍洋子       | 安倍洋子       |  |  | 岸信夫   | 岸信夫   | 岸信夫   | 岸信夫   | 岸信夫   | 岸信夫   |  |  | 岸信千世 | 岸信千世 | 岸信千世 | 岸信千世 | 岸信千世 | 岸信千世 |
|  |  |                |                |                |                |                |                |  |  |                |                |                |                |                |                |  |  |  |  |              |              |              |              |              |              |  |  |  |  |          |          |          |          |          |          |  |  | 岸信介         |                |                |                |                |                |  |  |                |                |                |                |                |                |  |  |          |          |          |          |          |          |  |  |          |          |          |          |          |          |
|  |  |                |                |                |                |                |                |  |  |                |                |                |                |                |                |  |  |  |  |              |              |              |              |              |              |  |  |  |  |          |          |          |          |          |          |  |  |                |                |                |                |                |                |  |  |                |                |                |                |                |                |  |  |          |          |          |          |          |          |  |  |          |          |          |          |          |          |
|  |  | 佐藤信立       | 佐藤信立       | 佐藤信立       | 佐藤信立       | 佐藤信立       | 佐藤信立       |  |  | 佐藤信寛       | 佐藤信寛       | 佐藤信寛       | 佐藤信寛       | 佐藤信寛       | 佐藤信寛       |  |  |  |  | 佐藤信彦     | 佐藤信彦     | 佐藤信彦     | 佐藤信彦     | 佐藤信彦     | 佐藤信彦     |  |  |  |  | 佐藤茂世 | 佐藤茂世 | 佐藤茂世 | 佐藤茂世 | 佐藤茂世 | 佐藤茂世 |  |  | 佐藤栄作       | 佐藤栄作       | 佐藤栄作       | 佐藤栄作       | 佐藤栄作       | 佐藤栄作       |  |  |                |                |                |                |                |                |  |  |          |          |          |          |          |          |  |  |          |          |          |          |          |          |
|  |  | 佐藤信立       | 佐藤信立       | 佐藤信立       | 佐藤信立       | 佐藤信立       | 佐藤信立       |  |  | 佐藤信寛       | 佐藤信寛       | 佐藤信寛       | 佐藤信寛       | 佐藤信寛       | 佐藤信寛       |  |  |  |  | 佐藤信彦     | 佐藤信彦     | 佐藤信彦     | 佐藤信彦     | 佐藤信彦     | 佐藤信彦     |  |  |  |  | 佐藤茂世 | 佐藤茂世 | 佐藤茂世 | 佐藤茂世 | 佐藤茂世 | 佐藤茂世 |  |  | 佐藤栄作       | 佐藤栄作       | 佐藤栄作       | 佐藤栄作       | 佐藤栄作       | 佐藤栄作       |  |  |                |                |                |                |                |                |  |  |          |          |          |          |          |          |  |  |          |          |          |          |          |          |
|  |  | 坪井九右衛門   | 坪井九右衛門   | 坪井九右衛門   | 坪井九右衛門   | 坪井九右衛門   | 坪井九右衛門   |  |  |                |                |                |                |                |                |  |  |  |  | 鼓包武       | 鼓包武       | 鼓包武       | 鼓包武       | 鼓包武       | 鼓包武       |  |  |  |  | 佐藤松介 | 佐藤松介 | 佐藤松介 | 佐藤松介 | 佐藤松介 | 佐藤松介 |  |  |                |                |                |                |                |                |  |  | 佐藤信二       | 佐藤信二       | 佐藤信二       | 佐藤信二       | 佐藤信二       | 佐藤信二       |  |  |          |          |          |          |          |          |  |  |          |          |          |          |          |          |
|  |  | 坪井九右衛門   | 坪井九右衛門   | 坪井九右衛門   | 坪井九右衛門   | 坪井九右衛門   | 坪井九右衛門   |  |  |                |                |                |                |                |                |  |  |  |  | 鼓包武       | 鼓包武       | 鼓包武       | 鼓包武       | 鼓包武       | 鼓包武       |  |  |  |  | 佐藤松介 | 佐藤松介 | 佐藤松介 | 佐藤松介 | 佐藤松介 | 佐藤松介 |  |  |                |                |                |                |                |                |  |  | 佐藤信二       | 佐藤信二       | 佐藤信二       | 佐藤信二       | 佐藤信二       | 佐藤信二       |  |  |          |          |          |          |          |          |  |  |          |          |          |          |          |          |
|  |  |                |                |                |                |                |                |  |  |                |                |                |                |                |                |  |  |  |  | 得能通昌     | 得能通昌     | 得能通昌     | 得能通昌     | 得能通昌     | 得能通昌     |  |  |  |  |          |          |          |          |          |          |  |  | 佐藤寛子       | 佐藤寛子       | 佐藤寛子       | 佐藤寛子       | 佐藤寛子       | 佐藤寛子       |  |  |                |                |                |                |                |                |  |  | 阿達実花 | 阿達実花 | 阿達実花 | 阿達実花 | 阿達実花 | 阿達実花 |  |  |          |          |          |          |          |          |
|  |  |                |                |                |                |                |                |  |  |                |                |                |                |                |                |  |  |  |  | 得能通昌     | 得能通昌     | 得能通昌     | 得能通昌     | 得能通昌     | 得能通昌     |  |  |  |  |          |          |          |          |          |          |  |  | 佐藤寛子       | 佐藤寛子       | 佐藤寛子       | 佐藤寛子       | 佐藤寛子       | 佐藤寛子       |  |  |                |                |                |                |                |                |  |  | 阿達実花 | 阿達実花 | 阿達実花 | 阿達実花 | 阿達実花 | 阿達実花 |  |  |          |          |          |          |          |          |
|  |  |                |                |                |                |                |                |  |  |                |                |                |                |                |                |  |  |  |  |              |              |              |              |              |              |  |  |  |  | 佐藤藤枝 | 佐藤藤枝 | 佐藤藤枝 | 佐藤藤枝 | 佐藤藤枝 | 佐藤藤枝 |  |  | 安西浩         | 安西浩         | 安西浩         | 安西浩         | 安西浩         | 安西浩         |  |  | 佐藤和子       | 佐藤和子       | 佐藤和子       | 佐藤和子       | 佐藤和子       | 佐藤和子       |  |  |          |          |          |          |          |          |  |  |          |          |          |          |          |          |
|  |  |                |                |                |                |                |                |  |  |                |                |                |                |                |                |  |  |  |  |              |              |              |              |              |              |  |  |  |  | 佐藤藤枝 | 佐藤藤枝 | 佐藤藤枝 | 佐藤藤枝 | 佐藤藤枝 | 佐藤藤枝 |  |  | 安西浩         | 安西浩         | 安西浩         | 安西浩         | 安西浩         | 安西浩         |  |  | 佐藤和子       | 佐藤和子       | 佐藤和子       | 佐藤和子       | 佐藤和子       | 佐藤和子       |  |  |          |          |          |          |          |          |  |  |          |          |          |          |          |          |
|  |  |                |                |                |                |                |                |  |  |                |                |                |                |                |                |  |  |  |  | 得能よし     | 得能よし     | 得能よし     | 得能よし     | 得能よし     | 得能よし     |  |  |  |  | 松岡賢亮 | 松岡賢亮 | 松岡賢亮 | 松岡賢亮 | 松岡賢亮 | 松岡賢亮 |  |  | 松岡三雄       | 松岡三雄       | 松岡三雄       | 松岡三雄       | 松岡三雄       | 松岡三雄       |  |  | 松岡満寿男     | 松岡満寿男     | 松岡満寿男     | 松岡満寿男     | 松岡満寿男     | 松岡満寿男     |  |  | 阿達雅志 | 阿達雅志 | 阿達雅志 | 阿達雅志 | 阿達雅志 | 阿達雅志 |  |  |          |          |          |          |          |          |
|  |  |                |                |                |                |                |                |  |  |                |                |                |                |                |                |  |  |  |  | 得能よし     | 得能よし     | 得能よし     | 得能よし     | 得能よし     | 得能よし     |  |  |  |  | 松岡賢亮 | 松岡賢亮 | 松岡賢亮 | 松岡賢亮 | 松岡賢亮 | 松岡賢亮 |  |  | 松岡三雄       | 松岡三雄       | 松岡三雄       | 松岡三雄       | 松岡三雄       | 松岡三雄       |  |  | 松岡満寿男     | 松岡満寿男     | 松岡満寿男     | 松岡満寿男     | 松岡満寿男     | 松岡満寿男     |  |  | 阿達雅志 | 阿達雅志 | 阿達雅志 | 阿達雅志 | 阿達雅志 | 阿達雅志 |  |  |          |          |          |          |          |          |
|  |  |                |                |                |                |                |                |  |  |                |                |                |                |                |                |  |  |  |  | 斯波忠三郎   | 斯波忠三郎   | 斯波忠三郎   | 斯波忠三郎   | 斯波忠三郎   | 斯波忠三郎   |  |  |  |  |          |          |          |          |          |          |  |  | 坂本実         | 坂本実         | 坂本実         | 坂本実         | 坂本実         | 坂本実         |  |  |                |                |                |                |                |                |  |  |          |          |          |          |          |          |  |  |          |          |          |          |          |          |
|  |  |                |                |                |                |                |                |  |  |                |                |                |                |                |                |  |  |  |  | 斯波忠三郎   | 斯波忠三郎   | 斯波忠三郎   | 斯波忠三郎   | 斯波忠三郎   | 斯波忠三郎   |  |  |  |  |          |          |          |          |          |          |  |  | 坂本実         | 坂本実         | 坂本実         | 坂本実         | 坂本実         | 坂本実         |  |  |                |                |                |                |                |                |  |  |          |          |          |          |          |          |  |  |          |          |          |          |          |          |
|  |  |                |                |                |                |                |                |  |  |                |                |                |                |                |                |  |  |  |  |              |              |              |              |              |              |  |  |  |  | 松岡洋右 | 松岡洋右 | 松岡洋右 | 松岡洋右 | 松岡洋右 | 松岡洋右 |  |  | 松岡謙一郎     | 松岡謙一郎     | 松岡謙一郎     | 松岡謙一郎     | 松岡謙一郎     | 松岡謙一郎     |  |  | 松岡静子       | 松岡静子       | 松岡静子       | 松岡静子       | 松岡静子       | 松岡静子       |  |  |          |          |          |          |          |          |  |  |          |          |          |          |          |          |
|  |  |                |                |                |                |                |                |  |  |                |                |                |                |                |                |  |  |  |  |              |              |              |              |              |              |  |  |  |  | 松岡洋右 | 松岡洋右 | 松岡洋右 | 松岡洋右 | 松岡洋右 | 松岡洋右 |  |  | 松岡謙一郎     | 松岡謙一郎     | 松岡謙一郎     | 松岡謙一郎     | 松岡謙一郎     | 松岡謙一郎     |  |  | 松岡静子       | 松岡静子       | 松岡静子       | 松岡静子       | 松岡静子       | 松岡静子       |  |  |          |          |          |          |          |          |  |  |          |          |          |          |          |          |
|  |  |                |                |                |                |                |                |  |  |                |                |                |                |                |                |  |  |  |  | 斯波くま     | 斯波くま     | 斯波くま     | 斯波くま     | 斯波くま     | 斯波くま     |  |  |  |  |          |          |          |          |          |          |  |  | 田島周子       | 田島周子       | 田島周子       | 田島周子       | 田島周子       | 田島周子       |  |  | 坂本忠雄       | 坂本忠雄       | 坂本忠雄       | 坂本忠雄       | 坂本忠雄       | 坂本忠雄       |  |  |          |          |          |          |          |          |  |  |          |          |          |          |          |          |
|  |  |                |                |                |                |                |                |  |  |                |                |                |                |                |                |  |  |  |  | 斯波くま     | 斯波くま     | 斯波くま     | 斯波くま     | 斯波くま     | 斯波くま     |  |  |  |  |          |          |          |          |          |          |  |  | 田島周子       | 田島周子       | 田島周子       | 田島周子       | 田島周子       | 田島周子       |  |  | 坂本忠雄       | 坂本忠雄       | 坂本忠雄       | 坂本忠雄       | 坂本忠雄       | 坂本忠雄       |  |  |          |          |          |          |          |          |  |  |          |          |          |          |          |          |
|  |  |                |                |                |                |                |                |  |  | 進十六         | 進十六         | 進十六         | 進十六         | 進十六         | 進十六         |  |  |  |  | 進経太       | 進経太       | 進経太       | 進経太       | 進経太       | 進経太       |  |  |  |  | 松岡龍   | 松岡龍   | 松岡龍   | 松岡龍   | 松岡龍   | 松岡龍   |  |  |                |                |                |                |                |                |  |  |                |                |                |                |                |                |  |  |          |          |          |          |          |          |  |  |          |          |          |          |          |          |
|  |  |                |                |                |                |                |                |  |  | 進十六         | 進十六         | 進十六         | 進十六         | 進十六         | 進十六         |  |  |  |  | 進経太       | 進経太       | 進経太       | 進経太       | 進経太       | 進経太       |  |  |  |  | 松岡龍   | 松岡龍   | 松岡龍   | 松岡龍   | 松岡龍   | 松岡龍   |  |  |                |                |                |                |                |                |  |  |                |                |                |                |                |                |  |  |          |          |          |          |          |          |  |  |          |          |          |          |          |          |
|  |  |                |                |                |                |                |                |  |  |                |                |                |                |                |                |  |  |  |  |              |              |              |              |              |              |  |  |  |  | 田島道治 | 田島道治 | 田島道治 | 田島道治 | 田島道治 | 田島道治 |  |  | 田島譲治       | 田島譲治       | 田島譲治       | 田島譲治       | 田島譲治       | 田島譲治       |  |  |                |                |                |                |                |                |  |  |          |          |          |          |          |          |  |  |          |          |          |          |          |          |
|  |  |                |                |                |                |                |                |  |  |                |                |                |                |                |                |  |  |  |  |              |              |              |              |              |              |  |  |  |  | 田島道治 | 田島道治 | 田島道治 | 田島道治 | 田島道治 | 田島道治 |  |  | 田島譲治       | 田島譲治       | 田島譲治       | 田島譲治       | 田島譲治       | 田島譲治       |  |  |                |                |                |                |                |                |  |  |          |          |          |          |          |          |  |  |          |          |          |          |          |          |
|  |  |                |                |                |                |                |                |  |  | 閑院宮載仁親王 | 閑院宮載仁親王 | 閑院宮載仁親王 | 閑院宮載仁親王 | 閑院宮載仁親王 | 閑院宮載仁親王 |  |  |  |  |              |              |              |              |              |              |  |  |  |  | 戸田華子 | 戸田華子 | 戸田華子 | 戸田華子 | 戸田華子 | 戸田華子 |  |  | 松岡震三       | 松岡震三       | 松岡震三       | 松岡震三       | 松岡震三       | 松岡震三       |  |  |                |                |                |                |                |                |  |  |          |          |          |          |          |          |  |  |          |          |          |          |          |          |
|  |  |                |                |                |                |                |                |  |  | 閑院宮載仁親王 | 閑院宮載仁親王 | 閑院宮載仁親王 | 閑院宮載仁親王 | 閑院宮載仁親王 | 閑院宮載仁親王 |  |  |  |  |              |              |              |              |              |              |  |  |  |  | 戸田華子 | 戸田華子 | 戸田華子 | 戸田華子 | 戸田華子 | 戸田華子 |  |  | 松岡震三       | 松岡震三       | 松岡震三       | 松岡震三       | 松岡震三       | 松岡震三       |  |  |                |                |                |                |                |                |  |  |          |          |          |          |          |          |  |  |          |          |          |          |          |          |
|  |  |                |                |                |                |                |                |  |  |                |                |                |                |                |                |  |  |  |  |              |              |              |              |              |              |  |  |  |  |          |          |          |          |          |          |  |  |                |                |                |                |                |                |  |  |                |                |                |                |                |                |  |  |          |          |          |          |          |          |  |  |          |          |          |          |          |          |
|  |  |                |                |                |                |                |                |  |  |                |                |                |                |                |                |  |  |  |  |              |              |              |              |              |              |  |  |  |  |          |          |          |          |          |          |  |  |                |                |                |                |                |                |  |  |                |                |                |                |                |                |  |  |          |          |          |          |          |          |  |  |          |          |          |          |          |          |
|  |  | 伏見宮邦家親王 | 伏見宮邦家親王 | 伏見宮邦家親王 | 伏見宮邦家親王 | 伏見宮邦家親王 | 伏見宮邦家親王 |  |  | 伏見宮貞愛親王 | 伏見宮貞愛親王 | 伏見宮貞愛親王 | 伏見宮貞愛親王 | 伏見宮貞愛親王 | 伏見宮貞愛親王 |  |  |  |  | 伏見宮博恭王 | 伏見宮博恭王 | 伏見宮博恭王 | 伏見宮博恭王 | 伏見宮博恭王 | 伏見宮博恭王 |  |  |  |  | 華頂博信 | 華頂博信 | 華頂博信 | 華頂博信 | 華頂博信 | 華頂博信 |  |  | 松岡治子       | 松岡治子       | 松岡治子       | 松岡治子       | 松岡治子       | 松岡治子       |  |  |                |                |                |                |                |                |  |  |          |          |          |          |          |          |  |  |          |          |          |          |          |          |
|  |  | 伏見宮邦家親王 | 伏見宮邦家親王 | 伏見宮邦家親王 | 伏見宮邦家親王 | 伏見宮邦家親王 | 伏見宮邦家親王 |  |  | 伏見宮貞愛親王 | 伏見宮貞愛親王 | 伏見宮貞愛親王 | 伏見宮貞愛親王 | 伏見宮貞愛親王 | 伏見宮貞愛親王 |  |  |  |  | 伏見宮博恭王 | 伏見宮博恭王 | 伏見宮博恭王 | 伏見宮博恭王 | 伏見宮博恭王 | 伏見宮博恭王 |  |  |  |  | 華頂博信 | 華頂博信 | 華頂博信 | 華頂博信 | 華頂博信 | 華頂博信 |  |  | 松岡治子       | 松岡治子       | 松岡治子       | 松岡治子       | 松岡治子       | 松岡治子       |  |  |                |                |                |                |                |                |  |  |          |          |          |          |          |          |  |  |          |          |          |          |          |          |
|  |  |                |                |                |                |                |                |  |  |                |                |                |                |                |                |  |  |  |  |              |              |              |              |              |              |  |  |  |  | 吉田さわ |          |          |          |          |          |  |  |                |                |                |                |                |                |  |  |                |                |                |                |                |                |  |  |          |          |          |          |          |          |  |  |          |          |          |          |          |          |
|  |  |                |                |                |                |                |                |  |  |                |                |                |                |                |                |  |  |  |  |              |              |              |              |              |              |  |  |  |  |          |          |          |          |          |          |  |  |                |                |                |                |                |                |  |  |                |                |                |                |                |                |  |  |          |          |          |          |          |          |  |  |          |          |          |          |          |          |
|  |  |                |                |                |                |                |                |  |  |                |                |                |                |                |                |  |  |  |  |              |              |              |              |              |              |  |  |  |  |          |          |          |          |          |          |  |  | 吉田寛         |                |                |                |                |                |  |  |                |                |                |                |                |                |  |  |          |          |          |          |          |          |  |  |          |          |          |          |          |          |
|  |  |                |                |                |                |                |                |  |  |                |                |                |                |                |                |  |  |  |  |              |              |              |              |              |              |  |  |  |  |          |          |          |          |          |          |  |  |                |                |                |                |                |                |  |  |                |                |                |                |                |                |  |  |          |          |          |          |          |          |  |  |          |          |          |          |          |          |
|  |  |                |                |                |                |                |                |  |  |                |                |                |                |                |                |  |  |  |  |              |              |              |              |              |              |  |  |  |  | 吉田祥朔 |          |          |          |          |          |  |  |                |                |                |                |                |                |  |  |                |                |                |                |                |                |  |  |          |          |          |          |          |          |  |  |          |          |          |          |          |          |
|  |  |                |                |                |                |                |                |  |  |                |                |                |                |                |                |  |  |  |  |              |              |              |              |              |              |  |  |  |  |          |          |          |          |          |          |  |  | 吉田桜子       |                |                |                |                |                |  |  |                |                |                |                |                |                |  |  |          |          |          |          |          |          |  |  |          |          |          |          |          |          |
|  |  |                |                |                |                |                |                |  |  |                |                |                |                |                |                |  |  |  |  |              |              |              |              |              |              |  |  |  |  |          |          |          |          |          |          |  |  |                |                |                |                |                |                |  |  |                |                |                |                |                |                |  |  |          |          |          |          |          |          |  |  |          |          |          |          |          |          |
|  |  |                |                |                |                |                |                |  |  | 竹内吉菅       | 竹内吉菅       | 竹内吉菅       | 竹内吉菅       | 竹内吉菅       | 竹内吉菅       |  |  |  |  | 竹内綱       | 竹内綱       | 竹内綱       | 竹内綱       | 竹内綱       | 竹内綱       |  |  |  |  | 吉田茂   | 吉田茂   | 吉田茂   | 吉田茂   | 吉田茂   | 吉田茂   |  |  | 麻生太賀吉     | 麻生太賀吉     | 麻生太賀吉     | 麻生太賀吉     | 麻生太賀吉     | 麻生太賀吉     |  |  | 麻生太郎       | 麻生太郎       | 麻生太郎       | 麻生太郎       | 麻生太郎       | 麻生太郎       |  |  |          |          |          |          |          |          |  |  |          |          |          |          |          |          |
|  |  |                |                |                |                |                |                |  |  | 竹内吉菅       | 竹内吉菅       | 竹内吉菅       | 竹内吉菅       | 竹内吉菅       | 竹内吉菅       |  |  |  |  | 竹内綱       | 竹内綱       | 竹内綱       | 竹内綱       | 竹内綱       | 竹内綱       |  |  |  |  | 吉田茂   | 吉田茂   | 吉田茂   | 吉田茂   | 吉田茂   | 吉田茂   |  |  | 麻生太賀吉     | 麻生太賀吉     | 麻生太賀吉     | 麻生太賀吉     | 麻生太賀吉     | 麻生太賀吉     |  |  | 麻生太郎       | 麻生太郎       | 麻生太郎       | 麻生太郎       | 麻生太郎       | 麻生太郎       |  |  |          |          |          |          |          |          |  |  |          |          |          |          |          |          |
|  |  |                |                |                |                |                |                |  |  | 大久保利通     | 大久保利通     | 大久保利通     | 大久保利通     | 大久保利通     | 大久保利通     |  |  |  |  | 牧野伸顕     | 牧野伸顕     | 牧野伸顕     | 牧野伸顕     | 牧野伸顕     | 牧野伸顕     |  |  |  |  |          |          |          |          |          |          |  |  |                |                |                |                |                |                |  |  | 信子妃         | 信子妃         | 信子妃         | 信子妃         | 信子妃         | 信子妃         |  |  |          |          |          |          |          |          |  |  |          |          |          |          |          |          |
|  |  |                |                |                |                |                |                |  |  |                | 大久保利通     | 大久保利通     | 大久保利通     | 大久保利通     | 大久保利通     |  |  |  |  | 牧野伸顕     | 牧野伸顕     | 牧野伸顕     | 牧野伸顕     | 牧野伸顕     | 牧野伸顕     |  |  |  |  |          |          |          |          |          |          |  |  |                |                |                |                |                |                |  |  | 信子妃         | 信子妃         | 信子妃         | 信子妃         | 信子妃         | 信子妃         |  |  |          |          |          |          |          |          |  |  |          |          |          |          |          |          |
|  |  |                |                |                |                |                |                |  |  |                |                |                |                |                |                |  |  |  |  |              |              |              |              |              |              |  |  |  |  | 吉田雪子 | 吉田雪子 | 吉田雪子 | 吉田雪子 | 吉田雪子 | 吉田雪子 |  |  | 麻生和子       | 麻生和子       | 麻生和子       | 麻生和子       | 麻生和子       | 麻生和子       |  |  |                |                |                |                |                |                |  |  |          |          |          |          |          |          |  |  |          |          |          |          |          |          |
|  |  |                |                |                |                |                |                |  |  |                |                |                |                |                |                |  |  |  |  |              |              |              |              |              |              |  |  |  |  | 吉田雪子 | 吉田雪子 | 吉田雪子 | 吉田雪子 | 吉田雪子 | 吉田雪子 |  |  | 麻生和子       | 麻生和子       | 麻生和子       | 麻生和子       | 麻生和子       | 麻生和子       |  |  |                |                |                |                |                |                |  |  |          |          |          |          |          |          |  |  |          |          |          |          |          |          |
|  |  |                |                |                |                |                |                |  |  | 三島通庸       | 三島通庸       | 三島通庸       | 三島通庸       | 三島通庸       | 三島通庸       |  |  |  |  | 牧野峰子     | 牧野峰子     | 牧野峰子     | 牧野峰子     | 牧野峰子     | 牧野峰子     |  |  |  |  |          |          |          |          |          |          |  |  | 三笠宮崇仁親王 | 三笠宮崇仁親王 | 三笠宮崇仁親王 | 三笠宮崇仁親王 | 三笠宮崇仁親王 | 三笠宮崇仁親王 |  |  | 寬仁親王       | 寬仁親王       | 寬仁親王       | 寬仁親王       | 寬仁親王       | 寬仁親王       |  |  |          |          |          |          |          |          |  |  |          |          |          |          |          |          |
|  |  |                |                |                |                |                |                |  |  | 三島通庸       | 三島通庸       | 三島通庸       | 三島通庸       | 三島通庸       | 三島通庸       |  |  |  |  | 牧野峰子     | 牧野峰子     | 牧野峰子     | 牧野峰子     | 牧野峰子     | 牧野峰子     |  |  |  |  |          |          |          |          |          |          |  |  | 三笠宮崇仁親王 | 三笠宮崇仁親王 | 三笠宮崇仁親王 | 三笠宮崇仁親王 | 三笠宮崇仁親王 | 三笠宮崇仁親王 |  |  | 寬仁親王       | 寬仁親王       | 寬仁親王       | 寬仁親王       | 寬仁親王       | 寬仁親王       |  |  |          |          |          |          |          |          |  |  |          |          |          |          |          |          |
|  |  |                |                |                |                |                |                |  |  |                |                |                |                |                |                |  |  |  |  |              |              |              |              |              |              |  |  |  |  | 大正天皇 | 大正天皇 | 大正天皇 | 大正天皇 | 大正天皇 | 大正天皇 |  |  | 昭和天皇       | 昭和天皇       | 昭和天皇       | 昭和天皇       | 昭和天皇       | 昭和天皇       |  |  |                |                |                |                |                |                |  |  |          |          |          |          |          |          |  |  |          |          |          |          |          |          |
|  |  |                |                |                |                |                |                |  |  |                |                |                |                |                |                |  |  |  |  |              |              |              |              |              |              |  |  |  |  | 大正天皇 | 大正天皇 | 大正天皇 | 大正天皇 | 大正天皇 | 大正天皇 |  |  | 昭和天皇       | 昭和天皇       | 昭和天皇       | 昭和天皇       | 昭和天皇       | 昭和天皇       |  |  |                |                |                |                |                |                |  |  |          |          |          |          |          |          |  |  |          |          |          |          |          |          |
|  |  |                |                |                |                |                |                |  |  |                |                |                |                |                |                |  |  |  |  |              |              |              |              |              |              |  |  |  |  |          |          |          |          |          |          |  |  |                |                |                |                |                |                |  |  | 上皇陛下       | 上皇陛下       | 上皇陛下       | 上皇陛下       | 上皇陛下       | 上皇陛下       |  |  | 天皇陛下 | 天皇陛下 | 天皇陛下 | 天皇陛下 | 天皇陛下 | 天皇陛下 |  |  |          |          |          |          |          |          |
|  |  |                |                |                |                |                |                |  |  |                |                |                |                |                |                |  |  |  |  |              |              |              |              |              |              |  |  |  |  |          |          |          |          |          |          |  |  |                |                |                |                |                |                |  |  | 上皇陛下       | 上皇陛下       | 上皇陛下       | 上皇陛下       | 上皇陛下       | 上皇陛下       |  |  | 天皇陛下 | 天皇陛下 | 天皇陛下 | 天皇陛下 | 天皇陛下 | 天皇陛下 |  |  |          |          |          |          |          |          |
|  |  |                |                |                |                |                |                |  |  | 久邇宮朝彦親王 | 久邇宮朝彦親王 | 久邇宮朝彦親王 | 久邇宮朝彦親王 | 久邇宮朝彦親王 | 久邇宮朝彦親王 |  |  |  |  | 久邇宮邦彦王 | 久邇宮邦彦王 | 久邇宮邦彦王 | 久邇宮邦彦王 | 久邇宮邦彦王 | 久邇宮邦彦王 |  |  |  |  |          |          |          |          |          |          |  |  | 香淳皇后       | 香淳皇后       | 香淳皇后       | 香淳皇后       | 香淳皇后       | 香淳皇后       |  |  | 常陸宮正仁親王 | 常陸宮正仁親王 | 常陸宮正仁親王 | 常陸宮正仁親王 | 常陸宮正仁親王 | 常陸宮正仁親王 |  |  | 文仁親王 | 文仁親王 | 文仁親王 | 文仁親王 | 文仁親王 | 文仁親王 |  |  | 悠仁親王 | 悠仁親王 | 悠仁親王 | 悠仁親王 | 悠仁親王 | 悠仁親王 |
|  |  |                |                |                |                |                |                |  |  | 久邇宮朝彦親王 | 久邇宮朝彦親王 | 久邇宮朝彦親王 | 久邇宮朝彦親王 | 久邇宮朝彦親王 | 久邇宮朝彦親王 |  |  |  |  | 久邇宮邦彦王 | 久邇宮邦彦王 | 久邇宮邦彦王 | 久邇宮邦彦王 | 久邇宮邦彦王 | 久邇宮邦彦王 |  |  |  |  |          |          |          |          |          |          |  |  | 香淳皇后       | 香淳皇后       | 香淳皇后       | 香淳皇后       | 香淳皇后       | 香淳皇后       |  |  | 常陸宮正仁親王 | 常陸宮正仁親王 | 常陸宮正仁親王 | 常陸宮正仁親王 | 常陸宮正仁親王 | 常陸宮正仁親王 |  |  | 文仁親王 | 文仁親王 | 文仁親王 | 文仁親王 | 文仁親王 | 文仁親王 |  |  | 悠仁親王 | 悠仁親王 | 悠仁親王 | 悠仁親王 | 悠仁親王 | 悠仁親王 |

(参考文献)『財界家系図』、『日本の有名一族』、『御侍中先祖書系圖牒』、『土佐の墓』、『日本人なら知っておきたい名家・名門』、『閨閥』、『板垣精神』、『平成新修旧華族家系大成』

## 展示施設
岸信介・佐藤栄作兄弟宰相の遺品展示室
岸信介・佐藤栄作兄弟の出身地・山口県田布施町にある田布施町郷土館内に設置されている。国連平和賞、ノーベル平和賞などの、遺品や関連文書を展示し、両元首相を顕彰している。

## 関連作品
映画
- 小説吉田学校（フィルムリンク・インターナショナル製作、東宝配給、1983年4月9日公開、演：竹脇無我）

モデルとした人物が登場する映画
- 華麗なる一族（1974年、大映） - 演：伊東光一 ※役名は佐橋。
- 金環蝕（1975年、大映） - 演：神田隆 ※役名は酒井和明。

テレビドラマ
- 日本の戦後（1977年-1978年、NHK総合、演：観世栄夫）
- ドラマスペシャル 吉田茂 関西テレビ開局25周年記念（関西テレビ・東映制作、1983年4月9日、フジテレビ、演：竹脇無我）
- 負けて、勝つ 〜戦後を創った男・吉田茂〜（2012年9月-10月、全5回、NHK総合、演：高橋和也）
- アメリカに負けなかった男〜バカヤロー総理 吉田茂〜（2020年2月24日、テレビ東京、演：安田顕）

モデルとした人物が登場するテレビドラマ
- 華麗なる一族（1974年、毎日放送・NETテレビ） - 演：伊東光一 ※役名は佐橋総理大臣。
- 官僚たちの夏（1996年、NHK） - 演：渥美国泰 - 役名は須藤恵作。
- 官僚たちの夏（2009年、TBS） - 演：長塚京三 - 役名は須藤恵作。
- 運命の人（2012年、TBS） - 演：北大路欣也 ※役名は佐橋慶作。
- 華麗なる一族（2021年、WOWOW） - 演：伊武雅刀 ※役名は佐橋。